# Bazooka

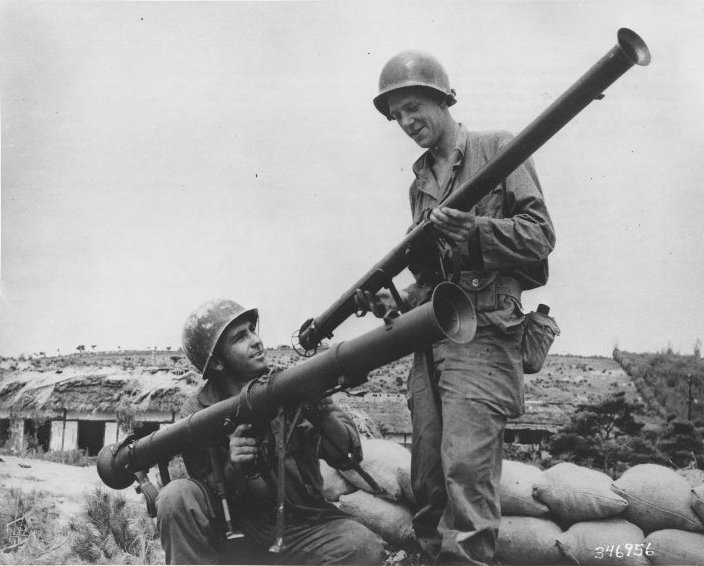
US-Soldaten mit 3,5-Zoll- (vorne) und 2,36-Zoll-Bazookas während des Koreakrieges

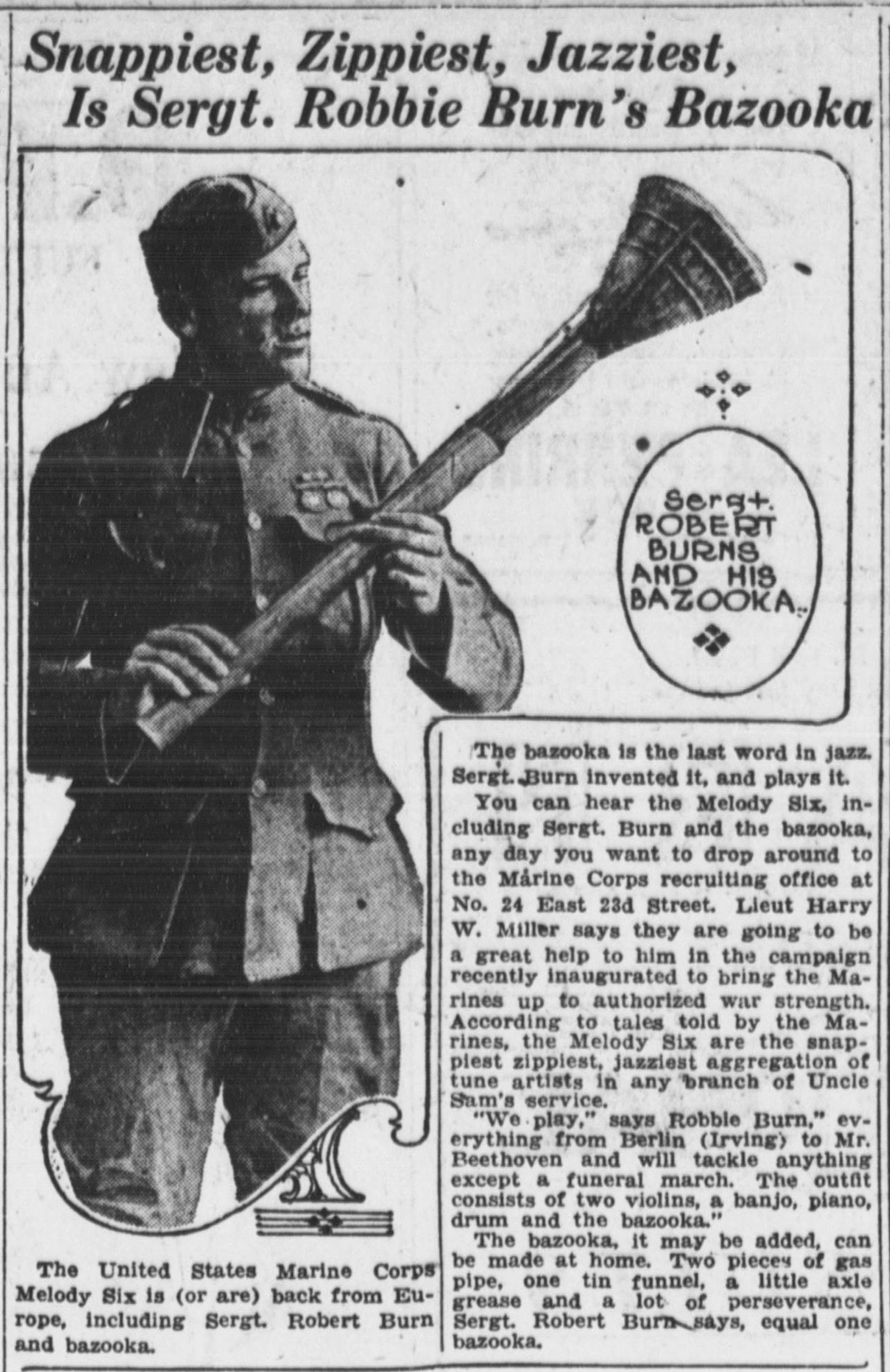
Das namensstiftende Musikinstrument

Die Bazooka (offiziell: Launcher, Rocket, Antitank, M1, später Rocket Launcher) ist eine rückstoßfreie Panzerabwehrhandwaffe, die von den US-amerikanischen Streitkräften im Jahre 1942 entwickelt wurde. Ihren Namen verdankt sie der Ähnlichkeit mit dem ebenfalls Bazooka genannten posaunenartigen Musikinstrument des zeitgenössischen US-amerikanischen Komikers Bob Burns.
Die Bazooka gilt als erste raketenangetriebene Infanteriewaffe und zudem als eine der ersten Hohlladungswaffen. Ihr Einsatz erfolgte im Zweiten Weltkrieg hauptsächlich gegen gepanzerte Fahrzeuge und Bunker, die bis zu 100 Meter entfernt sein konnten. Die Bedienung einer Bazooka erforderte für gewöhnlich ein aus Richt- und Ladeschütze bestehendes Zweierteam.
Die ersten Modelle waren wenig zuverlässig und galten als schwer handhabbar, durchliefen jedoch weitere Entwicklungsschritte, die die Einsatzfähigkeit deutlich verbesserten. Spätere Varianten, auch als Super Bazooka bekannt, wurden im Koreakrieg und Vietnamkrieg eingesetzt. Neben den US-amerikanischen Streitkräften rüsteten auch andere Staaten ihre Streitkräfte mit der Bazooka aus bzw. benutzen darauf basierende Weiterentwicklungen. Wie bei der Panzerfaust wird Bazooka im Englischen oft stellvertretend als Gattungsbezeichnung für alle raketenangetriebenen Panzerabwehrwaffen verwendet.
„Bazooka“ wird als Metapher für finanzpolitische Maßnahmen verwendet, z. B. dafür, das Notwendige zu tun (siehe whatever it takes, Draghi-Effekt).

## Entwicklung
Die Grundlage für die Konstruktion der Bazooka bildeten zwei zunächst voneinander unabhängig verlaufende Entwicklungen: die des Raketenantriebs und die des Hohlladungssprengkopfes.

### Raketenantrieb

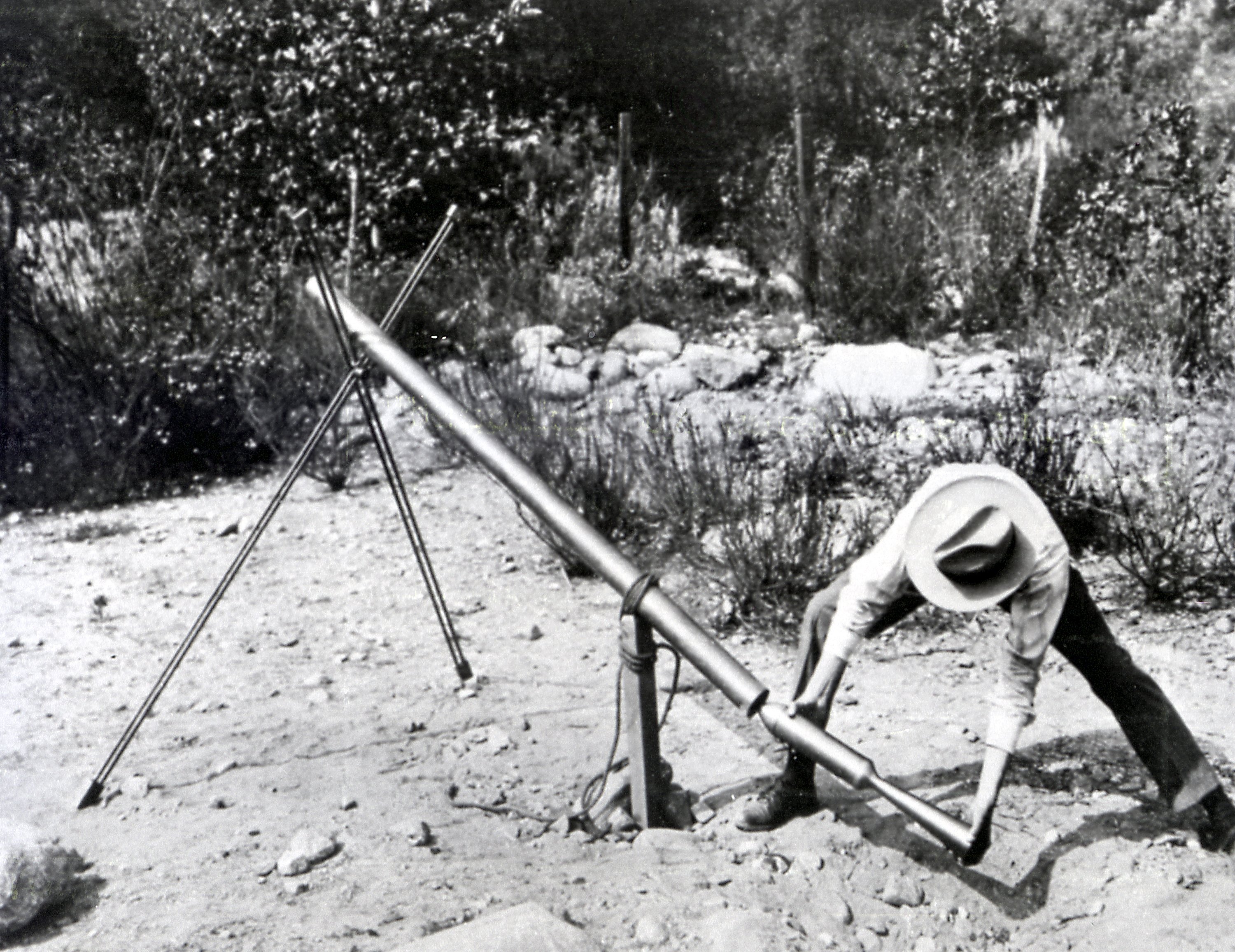
Robert Goddard, 1918

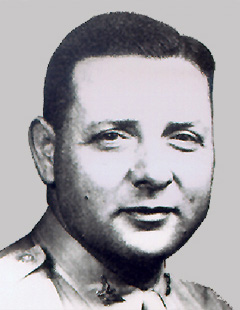
Leslie Skinner

Seit Erfindung des Schwarzpulvers kamen darauf basierende Raketen auch in kriegerischen Auseinandersetzungen zum Einsatz, beispielsweise in Form der Hale’schen Rakete im Amerikanischen Bürgerkrieg. Bereits kurz danach galten solche Raketen im militärischen Bereich jedoch als überholt, da die Artillerie ab etwa 1870 durch Einführung von Hinterladerwaffen mit gezogenen Läufen deutlich an Leistungsfähigkeit gewonnen hatte.
Gegen Ende des Ersten Weltkriegs schlug der US-amerikanische Raketenpionier Robert Goddard nach diversen Experimenten wieder die militärische Nutzung einer Rakete vor, diesmal in einem offenen Startrohr als rückstoßfreie Infanteriewaffe. Die kleinsten Varianten waren dabei leicht genug, um von der Schulter abgefeuert werden zu können. Erste Prototypen führte er und sein Mitarbeiter Clarence Hickman den US-Militärs am 6. November 1918 in Aberdeen Proving Ground vor. Zwar wurde das Potential als Panzerabwehrwaffe erkannt, doch mit Ende des Ersten Weltkriegs nur wenige Tage später die Weiterentwicklung eingestellt. Goddard widmete sich daraufhin anderen Raketenprojekten. Erst 1931 setzte Leslie Skinner in Aberdeen Proving Ground die Versuche von Robert Goddard und Clarence Hickman fort. Innerhalb von zwei Jahren führte er etwa 900 Raketenstarts mit dem Ziel durch, Raketen als Flugzeugbewaffnung zu etablieren. Dabei stellte er unter anderem fest, dass sich zweibasiges Schießpulver besonders gut als Antrieb eignete. Die US-Army erkannte Skinners Fähigkeiten und förderte daraufhin seine Raketenforschungen, allerdings nur mit einem sehr begrenzten Budget. Die Arbeiten kamen 1938 mit der Versetzung Skinners nach Hawaii zum Erliegen.
Nach dem Ausbruch des Zweiten Weltkriegs sorgte Hickman in seiner Eigenschaft als Mitglied des National Defense Research Committees dafür, dass Skinner im November 1940 in der Indian Head Powder Factory seine Tätigkeit wieder aufnehmen konnte. Bereits im Dezember 1940 stellte Skinner der US Army seine Idee eines tragbaren Raketenwerfers vor. Da es jedoch an einem wirksamen Sprengkopf mangelte, hatte das Projekt für die US Army alsbald nur noch eine niedrige Priorität, dennoch wurde Skinner mit Edward George Uhl ein Assistent zur Seite gestellt. Während Skinner sich fortan hauptsächlich Flugzeug- und Artillerieraketen wie der M8 widmete, konzentrierte sich stattdessen Uhl auf die Entwicklung der Panzerabwehrrakete, der späteren Bazooka.

### Hohlladungssprengkopf
Seit Ende des 18. Jahrhunderts war bekannt, dass eine Sprengladung mit besonderer geometrischer Anordnung des Sprengstoffs in Hohlform eine stärkere Detonationswelle als eine konventionelle Sprengladung erzeugen kann. Dieser sogenannte Hohlladungseffekt fand jedoch zunächst keine militärische Anwendung. Erst 1935 erkannte der Schweizer Heinrich Mohaupt, dass eine zusätzliche Auskleidung mit Metall bei Zündung einen sich extrem schnell fortbewegenden Metallstachel erzeugt. Die Bewegungsenergie dieses Geschosses ist dabei derart hoch, dass damit konventionelle Panzerungen durchschlagen werden können. Nach der Besetzung Frankreichs durch die Deutschen im Westfeldzug floh Mohaupt 1940 in die USA und stellte dem US-Militär seinen Entwurf für einen Hohlladungssprengkörper vor.
Die von Mohaupt vorgeführte 30-mm-Gewehrgranate konnte etwa 5 cm starken Panzerstahl durchschlagen. Darauf aufbauend entwickelte die US-Army die 60-mm-Gewehrgranate M10 mit einer auf etwa 10 cm gesteigerten Durchschlagsleistung. Das zu hohe Gewicht des Geschosses und der damit verbundene starke Rückstoß führte jedoch zu großen Beschädigungen an den Gewehren. Eilends entwickelte Ladungswerfer verschossen die Granaten dagegen problemlos, konstruktionsbedingt jedoch nur im Steilfeuer. Eine wirksame Bekämpfung kleiner Ziele war aufgrund der großen Streuung der Geschosse nicht möglich und machte damit ein neues Abschusssystem erforderlich.

### Rakete mit Hohlladungsprengkopf

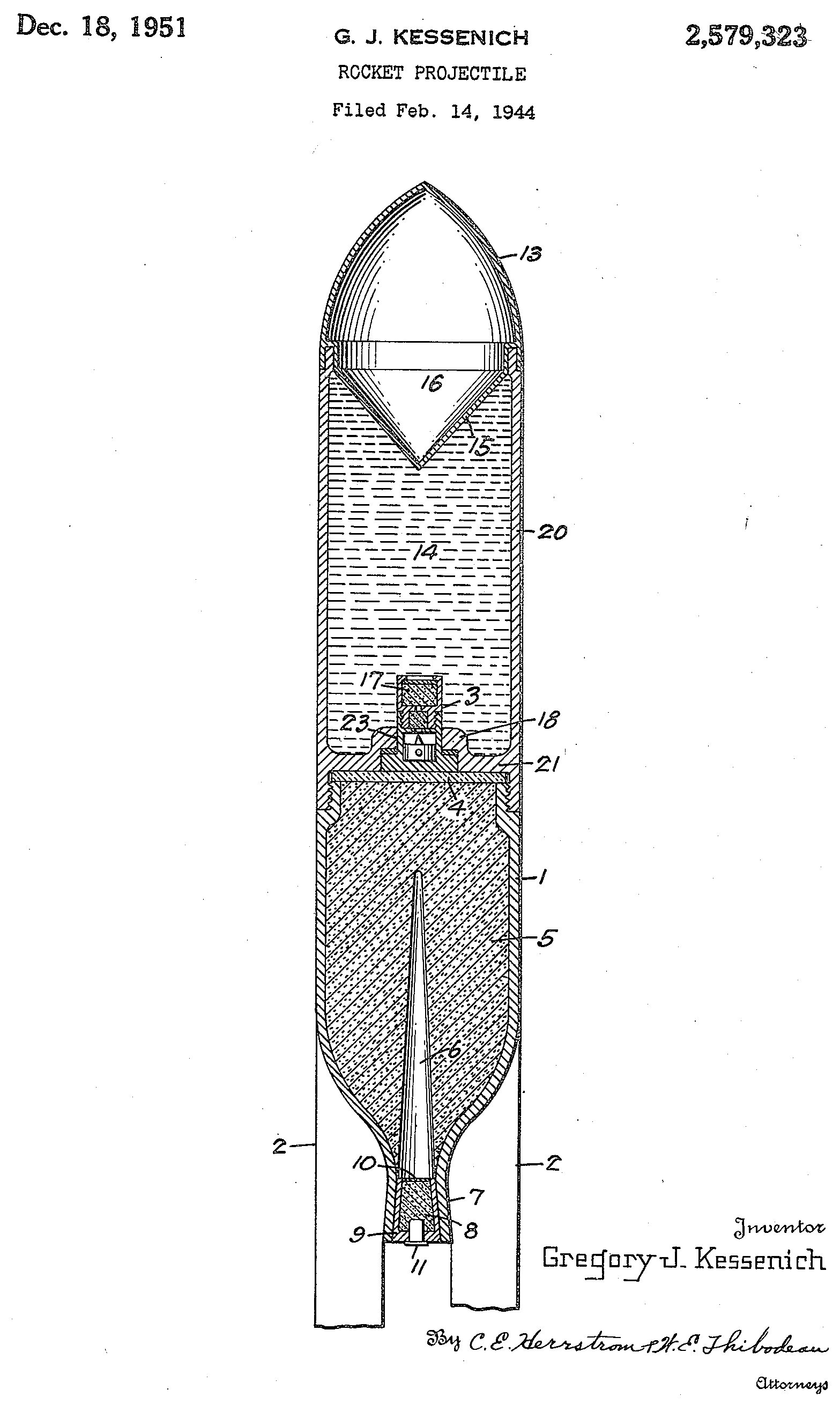
Patentzeichnung

Erstmals kombiniert wurde das Konzept eines raketenbasierten Geschosses mit dem eines Hohlladungssprengkopfes von Gregory Joseph Kessenich, dem Leiter der Patentabteilung des US-amerikanischen Ordnance Departement. Zur Vermeidung des starken Rückstoßes und der steilen Flugbahn des Sprengkopfes schlug er Anfang August 1941 Colonel Wiley T. Moore die Verwendung des Raketenmotors von Skinner vor, dessen Arbeiten Kessenich seit Dezember 1940 bekannt waren. Moore, der die Entwicklung der leichten Waffen leitete, erkannte das Potential dieser Kombination. Kessenichs Zeichnungen sowie Informationen über Hohlladungen wurden daraufhin Leslie Skinner übermittelt, jedoch noch bevor Kessenich ein entsprechendes Patent einreichen konnte. Durch die nachfolgende Einstufung des Bazooka-Projekts als Verschlusssache verzögerte sich die Patentanmeldung (US2579323) bis zum 14. Februar 1944. Nach dem Krieg kam es deshalb zu einem jahrelang währenden Streit wegen der verspäteten Erteilung des Patents und der damit entgangenen Einkünfte, der 1960 vom Senat der Vereinigten Staaten mit einer Zahlung von 100.000 USD beendet wurde.
Nach dem Erhalt von Kessenichs Zeichnungen arbeiteten Skinner und Uhl umgehend daran, einerseits den M10-Sprengkopf mit einem Raketenmotor zu vereinen und andererseits eine tragbare Startvorrichtung – den Raketenwerfer – dafür zu entwickeln. Unterstützt wurden sie dabei von Hickman in Form von wissenschaftlicher Beratung und von Moore, der Hilfestellung bei der Entwicklung der Munition leistete. Begünstigt wurden die Arbeiten von einer besseren Verfügbarkeit des essentiell wichtigen zweibasigen Schießpulvers, das die US Army in zwei im Frühjahr 1941 neu errichtete Sprengstofffabriken in Radford Ordnance Works und Sunflower Ordnance Works nun in größeren Mengen herzustellen in der Lage war.
Der von Uhl entwickelte Prototyp eines Hohlladungssprengkopfes mit Raketenmotor erreichte im Februar 1942 bei Reichweite und den ballistischen Eigenschaften erste annehmbare Ergebnisse. Später konzeptionierten Uhl und Skinner aus Metallabfällen ein provisorisches Raketenwerferrohr mit Griffen und elektrischem Zünder und testeten dieses mit der zuvor entwickelten Rakete erfolgreich. Kurz darauf erfolgte im Mai die erste große Demonstration der beiden Abschusssysteme Ladungs- und Raketenwerfer vor einem hochrangigen Publikum. Die in Steilfeuer abgefeuerten und zudem langsamen Geschosse der Ladungswerfer verfehlten großteils den sich bewegenden Zielpanzer. Im Gegensatz dazu war der von Uhl entwickelte Raketenwerfer ein großer Erfolg, was für diese Technologie den militärischen Durchbruch bedeutete. Daneben erhielt die Waffe zu dieser Zeit ihren Spitznamen Bazooka, der auf einen von General Gladeon M. Barnes gemachten Vergleich mit dem Musikinstrument Bazooka zurückgeht.
Kurz nach der Erstvorstellung erfolgte eine zweite in Camp Simms vor dem US-Army-General George C. Marshall, der bereits im April 1941 eine Arbeitsgruppe unter Anthony McAuliffe zur Entwicklung von neuen Panzerabwehrwaffen initiiert hatte. Unter den Begutachtern befanden sich auch zahlreiche Vertreter der britischen und sowjetischen Alliierten. Marshall bestellte aufgrund der erfolgreich verlaufenden Demonstration 5.000 Raketenwerfer sowie 25.000 Panzerabwehr- und 5.000 Übungsraketen im Rahmen des sogenannten Leih- und Pachtgesetzes (englisch Lend-Lease Act) für die Alliierten. Die Bestellung des Raketenwerfers wurde am 20. Mai 1942 von General Electric in Bridgeport (Connecticut) angenommen. Die Raketen wurden bei Edward G. Budd Manufacturing Company, eigentlich einem Hersteller von Karosserien und Schienenfahrzeugen, bestellt. Die Waffe erhielt als militärischen Decknamen die Bezeichnung Whip (deutsch Peitsche).

### Weiterentwicklung

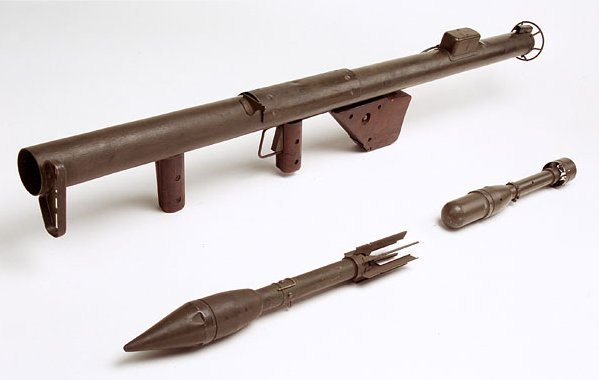
M1, späte Ausführung mit einseitigem Visier und Munition für Versionen ab M1A1

Die Weiterentwicklung wurde ab 1943 dem Physikinstitut Corcoran Hall an der George Washington University in Washington, D.C. übertragen. Als Ergebnis folgten bis 1945 die verbesserten Versionen M1A1, M9, M9A1 und M18.
Erste Tests mit einer vermutlich auf der M1A1 basierenden leistungsfähigeren Variante der Bazooka erfolgten 1943. Diese T16 verfügte über ein Kaliber von 3,25 Zoll (83 mm) und eine größere Durchschlagskraft als ihre Vorgängermodelle. Die im Oktober 1944 getestete T74 mit dem Kaliber von 3,5 Zoll (89 mm) geht dagegen auf die Bazooka M9/M18 und vermutlich den deutschen Panzerschreck mit seinem 88-mm-Kaliber zurück, der erstmals im Italienfeldzug im Frühjahr 1944 eingesetzt wurde. Der Panzerschreck ist eine Anfang 1943 aufgenommene deutsche Weiterentwicklung der Bazooka, die auf eine im Deutsch-Sowjetischen Krieg erbeutete M1 zurückgeht. Das Modell M20, genannt „Super Bazooka“, wurde am 11. Oktober 1945 standardisiert.

## Aufbau und Raketenwerfermodelle
Die Bazooka besteht aus einem Rohr (Startvorrichtung) und einer Rakete mit dem Hohlladungssprengkopf. Das dünnwandige Startrohr ist eine einfache Konstruktion und an beiden Enden offen; daran befestigt sind Pistolengriff und Schulterstütze sowie Zielvorrichtungen. Zum Abfeuern nimmt der Schütze die Waffe auf die Schulter. Die Rakete wird durch das hintere Ende des Startrohres geladen. Die Rakete wird elektrisch gezündet. Die notwendige Energie kommt bei früheren Modellen aus der Batterie; bei späteren Modellen wird die Bewegungsenergie des Abzugs über einen kleinen elektrischen Generator in elektrische Spannung umgesetzt. Über elektrische Kontakte wird der notwendige Stromkreis zwischen dem Startrohr und der Rakete aufgebaut. Die Rakete besitzt einen Feststoffantrieb, mit dem sie nach dem Rückstoßantrieb-Prinzip beschleunigt wird. Der gefährliche Abgasstrahl tritt am Ende des Rohres aus. Deswegen kann die Waffe nicht in beengten Verhältnissen, beispielsweise kleinen Räumen, eingesetzt werden. Um den Schützen nicht zu gefährden, brennt die Treibladung der Rakete kurz vor dem Verlassen des Rohres aus.

### 2,36 Zoll

#### M1

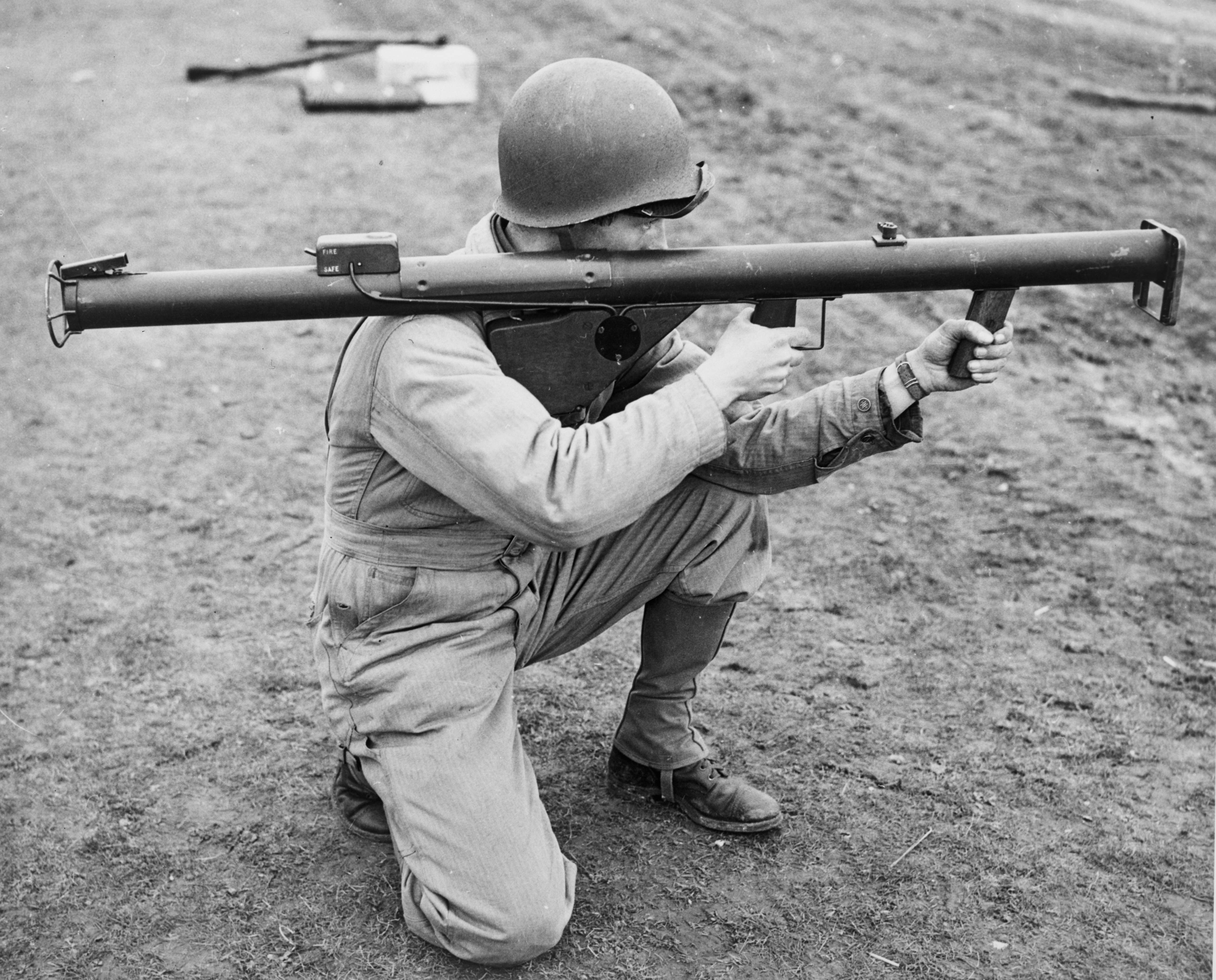
M1

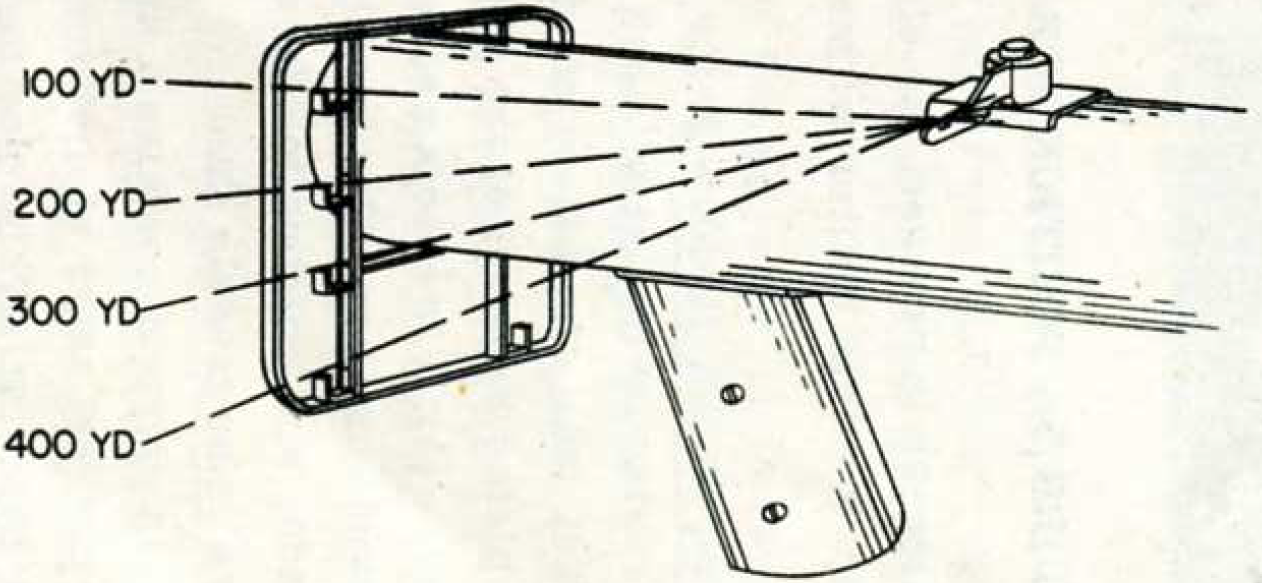
Visiereinrichtung der M1

Nachdem der Prototyp von Skinner und Uhl angenommen worden war, musste er allerdings erst umgearbeitet werden, um eine Massenfertigung zu ermöglichen. Am 24. Juni 1942 erteilte das Ordnance Departement die Standardisierung als M1 Antitank Rocket Launcher. Die frühen Varianten der M1 erlaubten das Abfeuern von der rechten und linken Schulter. Das Korn bestand aus einem Gitterrahmen zu beiden Seiten des Rohrendes, die Kimme bestand aus einer Diopter-Lochblende, die zu beiden Seiten gedreht werden konnte. Das Visier erlaubte das Anvisieren von Zielen bis etwa 360 m. Später nahm man eine Vereinfachung vor (Gitterrahmen nur auf der linken Seite und unbewegliche Kimme), so dass die Waffe nur von der rechten Schulter abgefeuert werden konnte. Am Rohr waren eine Schulterstütze sowie zwei Griffe aus Holz – der hintere mit dem Abzug – befestigt. Es gab keine Befestigungen für eine Trageschlaufe, so dass sich die Soldaten mit provisorischen Mitteln behelfen mussten.
Als Stromversorgung diente eine 791-A-Batterie der Eveready Battery Company, die durch zwei Baby-Batterien ersetzt werden konnte. Die Batterie sowie eine Reservebatterie befanden sich in der Schulterstütze. In der Schulterstütze war ebenfalls eine Kontrolllampe integriert, die bei gedrücktem Abzug leuchtete, wenn die Batterie genügend Spannung lieferte. Vom Abzug führten Leitungen zum Verbindungskasten, der sich im hinteren Drittel des Rohrs befand. Eines der Kabel war mit dem leitenden Werferrohr elektrisch verbunden; der elektrische Kontakt mit der Rakete wurde über die Leitflosse hergestellt. Der andere Leiter des Stromkreises wurde von dem Verbindungskasten durch eine Öffnung im Werferrohr mit einem Kontaktring am Gefechtskopf sichergestellt. Der Verbindungskasten hatte einen Sicherungshebel mit Positionen für Feuern und gesichert. Nach dem Abfeuern kehrte der Hebel in die Position gesichert zurück. Am Ende des Werferrohrs befand sich ein Verschluss, der sich mit Federkraft in eine Kerbe der Leitflosse einhakte und so die Rakete festhielt. Da die Kerbe unlackiert war, sorgte das auch für die elektrische Verbindung mit dem Werferrohr. Ganz am Ende des Werferrohrs war ein Schutzgitter angebracht.
In späten Produktionsversionen wurde am hinteren Teil des Werferrohrs eine Umwicklung mit Klaviersaite als Verstärkung angebracht, da es zu Fällen mit explodierenden Raketenmotoren gekommen war. Später kam auch ein Metallblech hinzu, um die Wange des Schützen vor dem heißen Rohr zu schützen.
112.790 Exemplare der M1 wurden von General Electric produziert.

#### M1A1
Nachdem die M1 übereilt in den Einsatz geschickt worden war, stellten sich schnell einige Mängel heraus. Das Ordnance Department reagierte mit einem neuen Muster M1A1, das am 5. Juli 1943 angenommen wurde. Die wichtigste Änderung betraf die elektrische Verbindung zwischen dem Werfer und der Rakete. Der Verbindungskasten wurde weggelassen, dafür wurden im hinteren Teil außen liegende elektrische Kontaktstellen installiert. Der Ladeschütze musste nun einen Draht aus der neu konzipierten M6A1-Rakete herausziehen, um diesen mit der neuen Kontaktstelle zu verbinden. Die ursprünglichen M6-Raketen konnten nicht mehr verwendet werden. Die Änderung verlangsamte zwar den Ladevorgang, machte aber die Waffe zuverlässiger. Der Gitterrahmen des Visiers wurde nochmals vereinfacht und erlaubte das Anvisieren auf Entfernungen bis zu 270 m. Weitere Änderungen waren der entfernte vordere Griff, hinzugefügte Befestigungsösen für eine Trageschlaufe sowie ein kreisförmiges Abschirmnetz an der Mündung. Das Abschirmnetz diente dem Schutz des Schützen, falls der Raketenantrieb nach dem Verlassen des Werferrohrs noch brannte. Das Netz fiel aber leicht bei Berührung mit Hindernissen ab.
59.932 Exemplare der M1A1 wurden von General Electric produziert.

#### M9

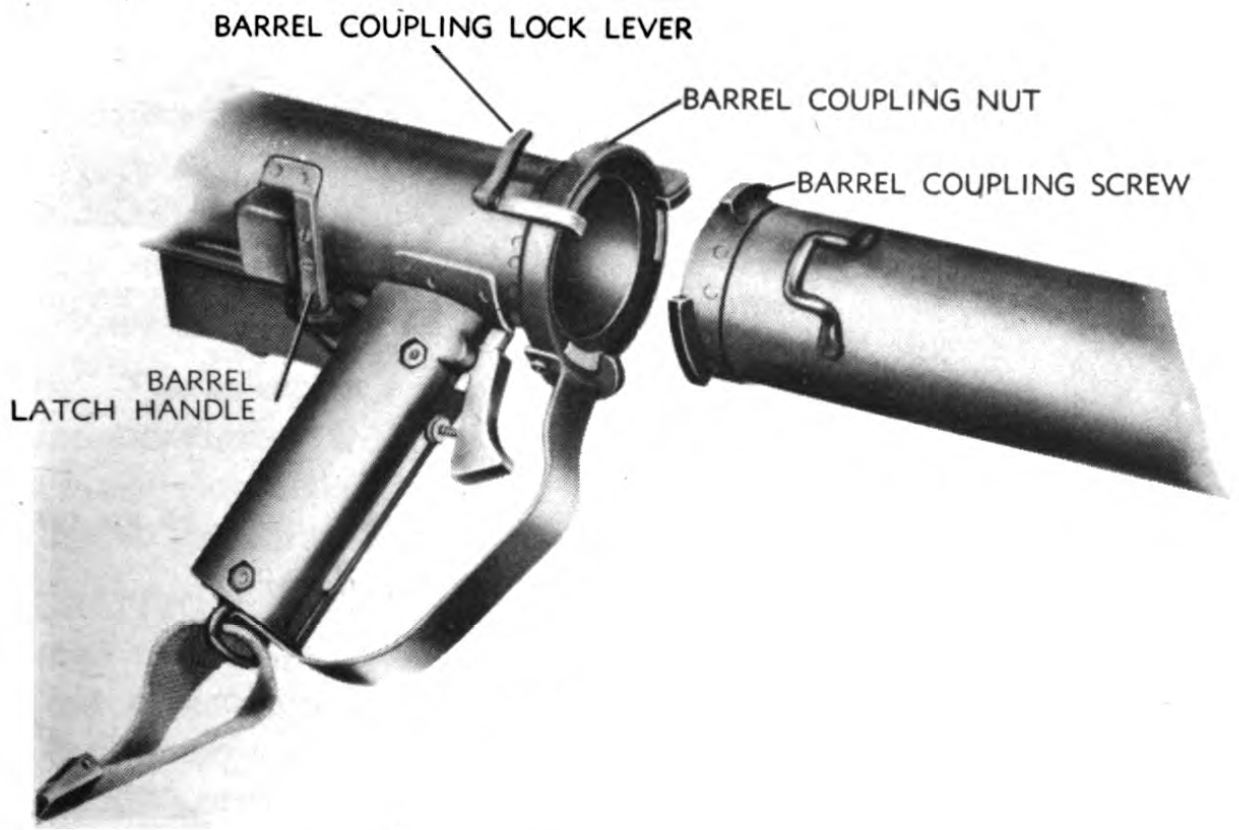
Kupplungsmechanismus

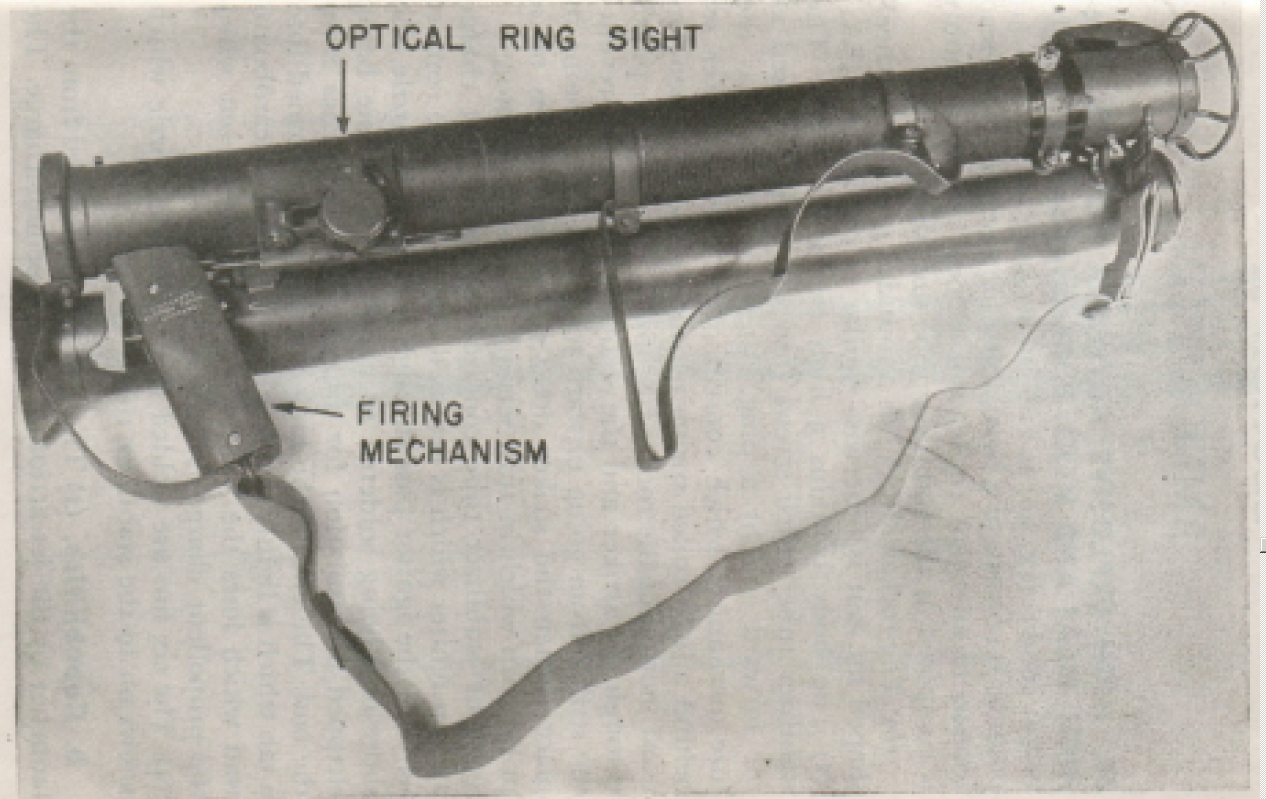
M9 im Marschmodus

Im November 1942 forderten Luftlandetruppen eine zerlegbare Bazooka, da die über 130 cm lange Bazooka M1 Schwierigkeiten bei Fallschirmabsprüngen bereitete. Die Lösung war ein in zwei Teile zerlegbares Werferrohr. Die beiden Rohrhälften wurden über eine 60°-Drehung der Kupplungshälften aneinander befestigt und durch drei Bügel gesichert. Die zwei Hälften konnten durch weitere Bügel parallel aneinander befestigt werden, was zu der deutlich kompakteren Gesamtlänge 84 cm im Marschmodus führte. So konnte die Waffe auch leichter in schwierigem, zum Beispiel dicht bewachsenem Gelände transportiert werden sowie leichter in Fahrzeugen verstaut werden. Das Werferrohr konnte deshalb noch etwa 15 cm länger ausgeführt werden, was eine etwas größere effektive Reichweite bedeutete. Ein Mehrgewicht von über einem Kilogramm wurde wegen der Vorteile hingenommen.
Das Zündsystem der M1 basierte auf einer Batterie, die sich als unzuverlässig herausstellte und bei Temperaturen unter −10 °C gänzlich versagte. Als Gegenmaßnahme mussten die Batterien bis kurz vor dem Einsatz in Innentaschen am Körper getragen werden. Deswegen wurden bei der M9 die Batterien durch einen elektromagnetischen Generator im Abzug ersetzt. Der Generator befand sich im Griff; der betätigte Abzug sorgte dafür, dass der Rotor in Drehung versetzt wurde und so die nötige Spannung erzeugte. Im Griff befand sich ebenfalls ein neu eingeführter Sicherungshebel. Die Schulterstütze bestand nun aus Metallband anstatt aus Holz. Anstatt des Abschirmnetzes des Vorgängers M1A1 war an der Mündung ein kleinerer Trichter aus Metall angebracht.
Die Visiereinrichtung wurde grundlegend verändert. Kimme und Korn befanden sich nicht mehr direkt am Werferrohr, sondern an einer etwa 20 cm langen Schiene. Die Entfernungseinstellung bis 550 m konnte durch Kippen der Schiene vorgenommen werden; ein Zeiger zeigte die eingestellte Entfernung auf einer Skala an. Es stellte sich allerdings heraus, dass diese Schiene beim Transport leicht beschädigt werden konnte.
Im Juni 1943 waren Entwicklung und Tests abgeschlossen und das Muster als M9 angenommen. Die offizielle Bezeichnung lautete nun Rocket Launcher, ohne den Zusatz Antitank (Panzerabwehr), um die Vielseitigkeit der Waffe zu betonen. Im August 1944 erreichten die ersten M9 die Truppen.
26.087 Exemplare der M9 wurden von General Electric produziert.

#### M9A1
Da die Verbindung der Rohrhälften der M9 nicht gut genug funktionierte, musste diese verbessert werden. Die Verbindung wurde dadurch gestärkt, dass einige Verbindungsteile nicht mehr geprägt, sondern geschmiedet wurden. Im April 1944 wurde das Muster als M9A1 angenommen, die Produktion begann September 1944.

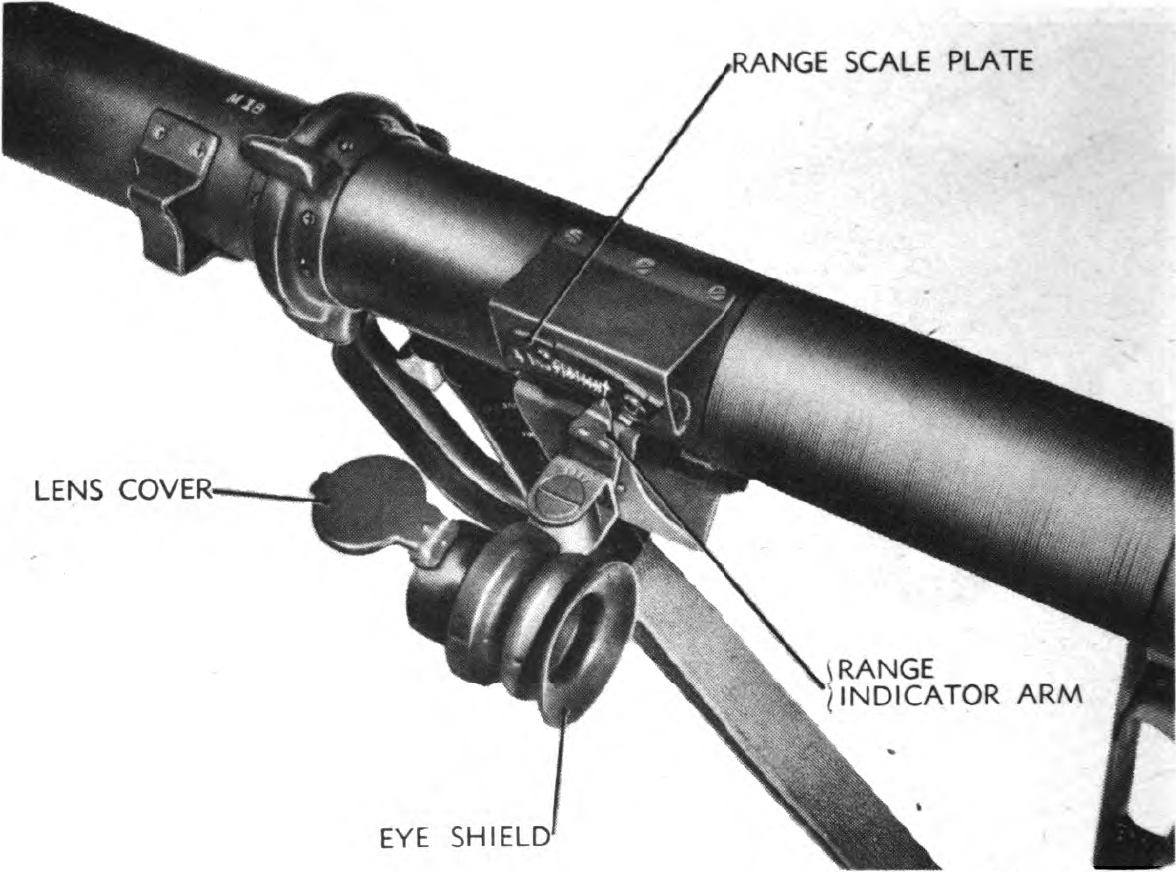
Optisches Visier der M18 (auch späte M9A1)

Nach September 1944 wurden die M9A1 mit einem nicht vergrößernden Reflexvisier nach dem Prinzip von Van Albada ausgestattet. Die Entfernungseinstellung blieb die gleiche. Zum Transport konnte das Visier gegen das Rohr eingeklappt werden. Dieses Visier konnte bei früheren M9/M9A1 nachgerüstet werden.
Die M9A1 war mit 277.819 Exemplaren die am häufigsten gebaute 2,36-Zoll-Bazooka. Neben General Electric baute auch Cheney Bigelow Wire Works in Springfield, MA 40.000 Exemplare der M9A1.

#### M18
Die im April 1945 standardisierte M18 war äußerlich der M9A1 ähnlich und identisch zu bedienen. Im Unterschied zur M1 und M9 bestand das Werferrohr aus Aluminium, was das Gewicht um 2,5 kg senkte. Außerdem wurde die Schulterstütze aus Metallband neu konzipiert und der hintere Rohrschutz wurde nicht mehr als Gitter, sondern trichterförmig ausgeführt. Das Reflexvisier bekam ein Augenstück aus Gummi. Auch die Aufhängung des Reflexvisiers wurde verändert.
Nur 500 Exemplare der M18 wurden produziert, bevor nach dem Sieg über Japan der Auftrag an General Electric storniert wurde. Ansonsten wäre sie bei der Invasion der japanischen Hauptinseln (Operation Downfall) eingesetzt worden.

### 3,5 Zoll

#### M20

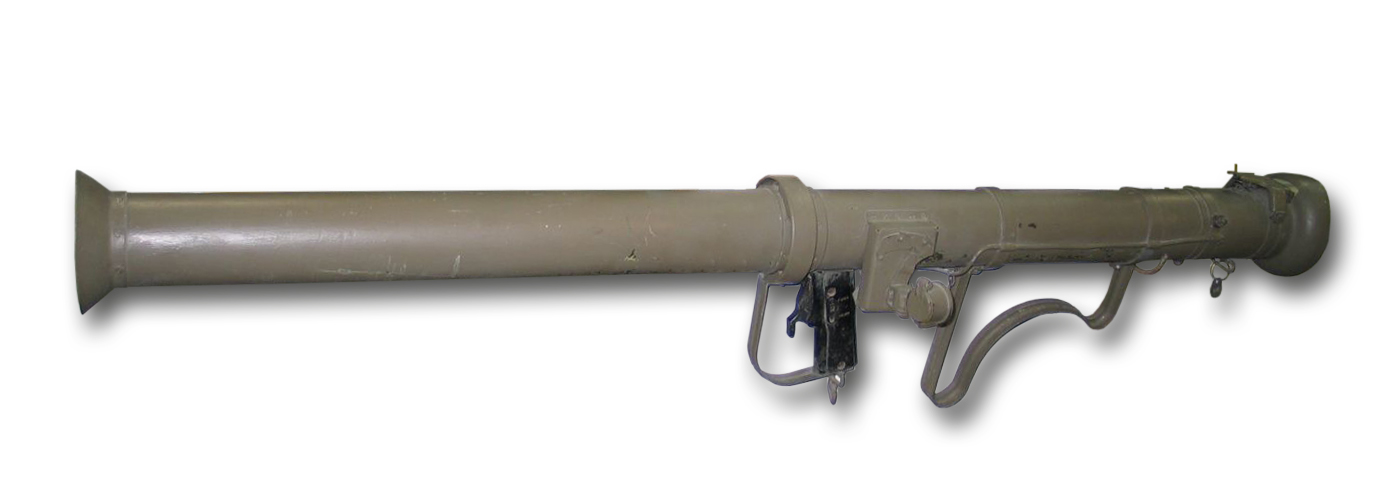
M20

Die M20 mit dem vergrößerten Kaliber 89 mm basierte technisch auf der M18. Die M20B1 war eine gleichwertige Variante. Während bei der M20 die Anbauteile wie Visierhalterung oder die Rohrkupplung an das Werferrohr angeschraubt wurden, war bei der M20B1 das Werferrohr mit diesen Teilen bereits als Einheit gegossen.
Ein klappbares Zweibein befand sich unterhalb der ersten Rohrhälfte sowie ein ausziehbares Einbein an der Schulterstütze. Damit konnte die Waffe auf den Boden gestellt und abgefeuert werden, was aber in der Praxis selten gemacht wurde. Sowohl Einbein wie Zweibein wurden im Einsatz vielfach zur Gewichtsersparnis entfernt. Die Umwicklung mit Pianodraht war nicht mehr notwendig, da die neuen Raketen sicher genug waren. Das optische Visier verfügte nun über ein baumförmiges Absehen und erlaubte ein Anvisieren bis 360 m. Das Muster wurde am 11. Oktober 1945 angenommen und inoffiziell Super Bazooka genannt. Die M20 wurde ab 1948 in kleiner Stückzahl produziert, die Massenproduktion lief im August 1950 an.
Die M20 wurde vom Rock Island Arsenal in Kooperation mit Birtman Electric, eigentlich einem Hersteller von Haushaltsgeräten, in Rock Island (Illinois) produziert.

#### M20A1
Die in Korea gemachten Erfahrungen führten zu einer Weiterentwicklung, deren Entwurf als M20A1 im Jahre 1952 angenommen wurde. Bei der Truppe eingeführt wurde sie in den letzten Kriegsmonaten. Das Zwei- und Einbein entfielen. Der wichtigste Neuerung war, dass beide Kontakte des Stromkreises beim Einlegen geschlossen wurden. Damit entfiel der Ladeschritt, ein aus der Rakete ragendes Kabel am Werfer befestigen zu müssen. Somit kehrte man zum Prinzip der ursprünglichen Bazooka M1 zurück – mit dem Unterschied, dass beide Stromkontakte an den Leitflossen abgegriffen wurden. Diese Änderung steigerte die Kadenz. Auch bei der M20A1 gab es mit M20A1B1 eine gleichwertige Variante.
Interessanterweise wurde bei den in Brasilien vom Rüstungsunternehmen Hydroar Industria Metalurgica gefertigten M20A1B1 der Dynamo im Auslöser durch eine Batterie ersetzt und auch hier eine Eigenschaft der ursprünglichen Bazooka M1 wieder eingeführt.
Eine Fertigung der M20A1 erfolgte auch im Vereinigten Königreich.

#### M25

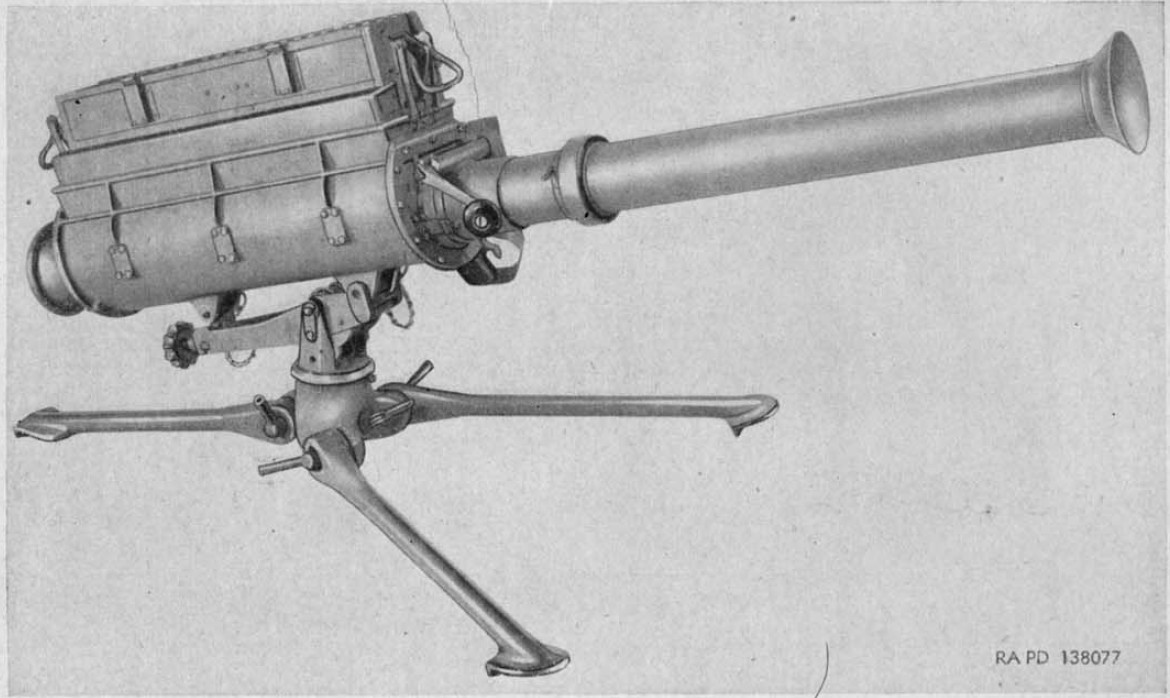
M25

Die M25 war eine Variante der 3,5 Bazooka als Mehrladewaffe. Die Munitionszuführung erfolgte über einen drei Raketen fassenden Magazinschacht. Das Magazin sowie die Abfeuervorrichtung machten die Waffe komplex und unzuverlässig. Wegen des zu hohen Gewichts konnte sie nicht mehr von der Schulter abgefeuert werden; deshalb wurde sie auf ein Dreibein montiert, was das Gesamtgewicht zusätzlich erhöhte. Wegen ihrer Größe und des Gewichts konnte sie nicht von Infanterieeinheiten mitgeführt werden. Die einzige verbliebene Aufgabe war die Verteidigung von Stützpunkten. Die Waffe wurde 1951 standardisiert; 1.500 Exemplare wurden produziert, aber nie offiziell eingeführt. Wahrscheinlich wurde die M25 in geringem Umfang in Korea erprobt.

#### M24- und M66-Richtminen

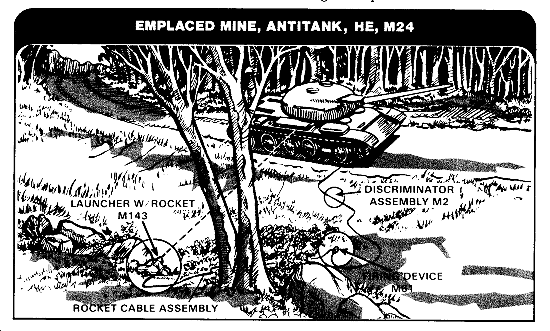
Schema Verlegung der M24-Mine

Schon aus den 2,36-Zoll-Raketen konnten provisorische Beobachtungsminen hergestellt werden, indem man sie verdrahtete und aus dem versteckten Transportbehälter starten ließ. Das Picatinny Arsenal entwickelte das Konzept ab 1961 als Richtmine weiter. Die M24 verfügte über eine 60 cm lange Startröhre aus Kunststoff und feuerte eine gewöhnliche M28A2-Rakete mit Hohlladungssprengkopf. Die Mine wurde neben der Straße aufgebaut; ein Diskriminator-Kabel wurde über die Fahrbahn gelegt und zündete, wenn ein Fahrzeug darüber fuhr. Problematisch war das Verbergen des Kabels. Die M24 wurde im November 1968 eingeführt; 50.000 Exemplare wurden gebaut. Die Mine wurde in kleinem Umfang durch MACV-SOG auf dem Ho-Chi-Minh-Pfad in Laos und Kambodscha verwendet.
Der Nachfolger M66 war ähnlich, kam aber ohne das Diskriminatorkabel aus. Stattdessen verfügte die Mine aber über ein Geophon, das zusammen mit einer elektronischen Datenverarbeitung die Annäherung eines Panzers detektierte und die Mine scharfschaltete. Die endgültige Auslösung erfolgte über eine Lichtschranke.

### Technische Daten
| Modell  | Kaliber (in Zoll/mm) | Gewicht ungeladen (in kg) | Gesamtlänge (in cm) | Transportlänge (in cm) |
| ------- | -------------------- | ------------------------- | ------------------- | ---------------------- |
| M1/M1A1 | 2,36/60              | 5,9                       | 138                 | 138                    |
| M9/M9A1 | 2,36/60              | 7,2                       | 155                 | 80                     |
| M18     | 2,36/60              | 4,7                       | 154                 | 80                     |
| M20     | 3,5/89               | 6,8                       | 153                 | 84                     |
| M20A1   | 3,5/89               | 5,9                       | 152                 | 84                     |
| M25     | 3,5/89               | 45,0                      | 174                 | 100                    |

Quelle: 

## Raketenmunition

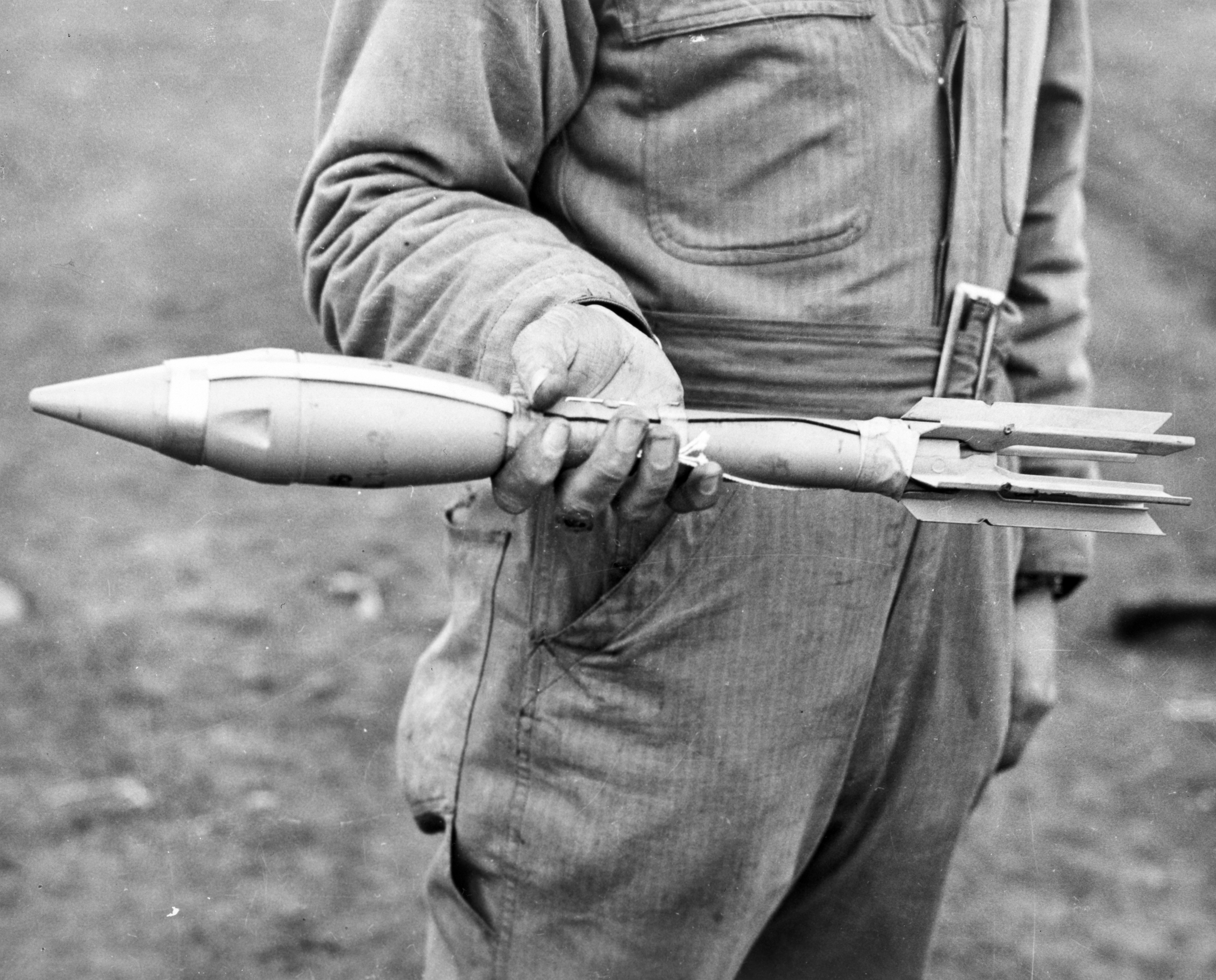
M6

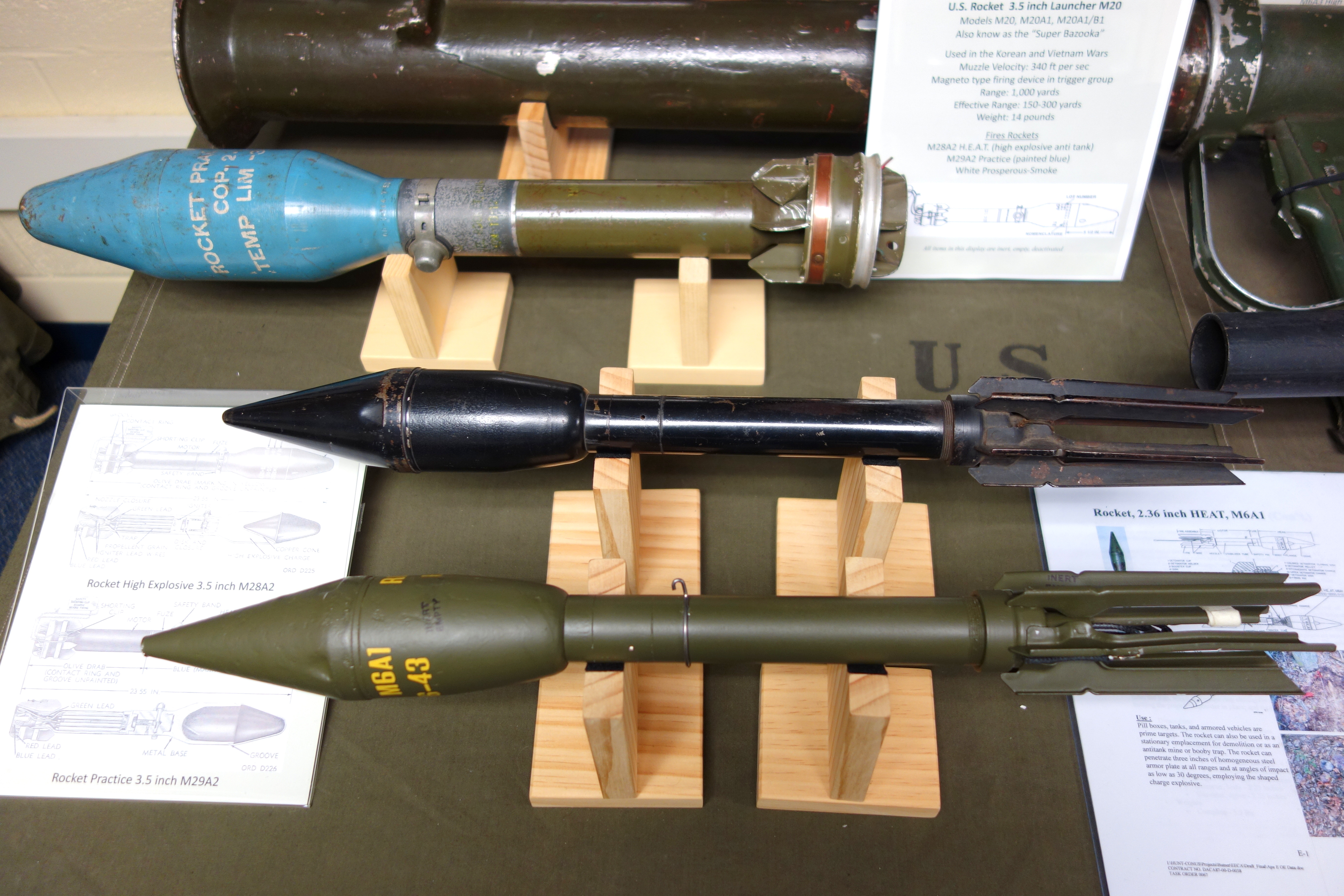
3,5 M29 (hinten) und zwei 2,36 M6A1

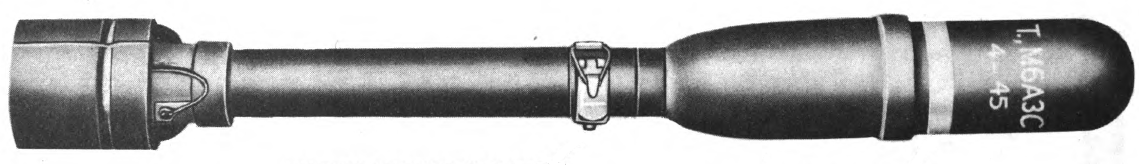
M6A3C

Parallel zu den Werfern wurde die Munition ebenso weiterentwickelt; der grundsätzliche Aufbau blieb auch hier gleich. Der Gefechtskopf bestand aus einer Hülle aus gepresstem Blech sowie dem Sprengstoff in Form einer Hohlladung. Es gab aber auch beispielsweise Gefechtsköpfe mit einem Rauchsatz. An dem Gefechtskopf war eine schlanke Motorröhre befestigt. Diese enthielt den Bodenzünder für den Gefechtskopf, einen entfernbaren Stift als Transportsicherheit, der den Zünder blockierte, den Raketentreibsatz, den elektrischen Anzünder sowie die Leitflossen.

### 2,36 Zoll
Die Panzerabwehrrakete M6 war 55 cm lang und 1,5 kg schwer, die Mündungsgeschwindigkeit betrug etwa 80 m/s und die Reichweite etwa 600 m. Der Sprengkopf hatte eine spitz zulaufende Nase und war mit 0,2 kg Pentolit als Hohlladung gefüllt, was zu einer Durchschlagsleistung von 7 cm Panzerung oder etwa 30 cm Beton führte. Um den Sprengkopf gab es einen Kontaktring, der den elektrischen Kontakt zum Auslöser des Werferrohrs sicherstellte; eine flache Leitung ging außen am Sprengkopf zum Anzünder in der Motorröhre. Grundsätzlich sollte die Rakete das Ziel möglichst im rechten Winkel treffen, sonst löste der Zünder nicht aus und die Munition prallte ab. Auch beim Auftreffen auf weichem Untergrund versagte der Zünder. Weitere Probleme der M6 betrafen Versagen des elektrischen Anzünders im Werferrohr, Explosion des Motors beim Abfeuern sowie nicht vollständiges Ausbrennen der Treibladung im Werferrohr und daher Gefährdung des Schützen. Die vielen Probleme führten im Mai 1943 zur Unterbrechung der Auslieferung der M6.
Erste Verbesserungen brachte die M6A1 mit sich. Neben einem überarbeiteten Motor mit etwas gesteigerter maximaler Reichweite (640 m) betrafen die Veränderungen vor allem den Anzündmechanismus. Der Kontaktring am Sprengkopf wurde abgeschafft, dafür ragte aus der Abgasdüse eine Leitung für den elektrischen Zünder, der an der Waffe festgemacht werden musste. Dadurch waren die M6A1-Raketen nicht mit der Bazooka M1 kompatibel, sondern mit der M1A1. Umgerüstete M6 auf den M6A1-Standard wurden als M6A2 bezeichnet.
Ab August 1943 stand die überarbeitete Raketenmunition als M6A3 zur Verfügung. Eine neue runde Nase sicherte ein Auslösen des Zünders bei kleineren Auftreffwinkeln. Weitere Änderungen waren zylindrische Leitflossen für eine verbesserte Flugstabilität sowie die Auskleidung der Hohlladung, die nun aus Kupfer statt Stahl bestand und so 30 % mehr Durchschlagskraft bot. Um den empfindlichen Zünder zu schützen und so Zündversager zu vermeiden, wurde zudem der Bereich um den Sicherungsstift wasserdicht ausgeführt.
Eine weitere Variante mit Klappleitwerk wurde 1944 entwickelt, aber nicht eingeführt. Die M6A4 und M6A5 wurden zum Kriegsende entwickelt und nach dem Krieg verwendet; sie beinhalteten verbesserte Zünder und gesteigerte Zuverlässigkeit.
Die M7 stand als Übungsvariante in verschiedenen Versionen zur Verfügung, die dem Flugverhalten der M6 entsprachen. Der Sprengkopf enthielt statt des Sprengstoffs eine inerte Substanz.
Die Rauchmunition M10 stand ab Ende 1944 zur Verfügung. Der weiße Phosphor erzeugte Rauch, hatte aber auch eine Brandwirkung. Die Rauchmunition T27 mit dem Wirkstoff Hexachlorethan wurde 1944 einem eingeschränkten Testeinsatz unterzogen, aber nicht eingeführt. Die M26 enthielt den chemischen Kampfstoff Chlorcyan; die Granate wurde nie im Kampfeinsatz verwendet. 1943 wurde ein Splittergefechtskopf – bestehend aus zwei hintereinander angeordneten Mk-2-Handgranaten – entwickelt. Diese Munition wurde im geringen Umfang im Einsatz getestet, aber nicht eingeführt.
Insgesamt wurden über 15 Millionen der 2,35-Zoll-Raketen in verschiedenen Varianten von der Edward G. Budd Manufacturing Company gefertigt.

### 3,5 Zoll
Die 3,5-Zoll-Munition war im Prinzip eine vergrößerte 2,36-Zoll-Munition; sie war mit 60 cm nur etwas länger, aber mit 4 kg fast dreimal so schwer. Der Raketenmotor beschleunigte auf 100 m/s Mündungsgeschwindigkeit, was zu 820 m maximaler Reichweite führte. Der Gefechtskopf war spitz zulaufend, an der Spitze aber abgerundet.
Die Hohlladungsmunition M28 (in weiteren Versionen M28A1 und M28A2) war mit 0,9 kg Composition B geladen, was zu einer Durchschlagsleistung von 30 cm Panzerung und 60 cm Beton führte. Die M29 war die entsprechende Übungsmunition ohne Sprengstoff im Sprengkopf. Die M30 war ein Rauch- bzw. Brandgranate, geladen mit 1 kg weißem Phosphor.
Die 3,5-Zoll-Munition wurde vom Picatinny Arsenal produziert.

## Handhabung

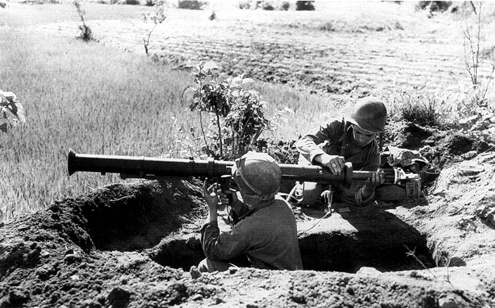
Ladeschütze legt eine Rakete ein, Korea

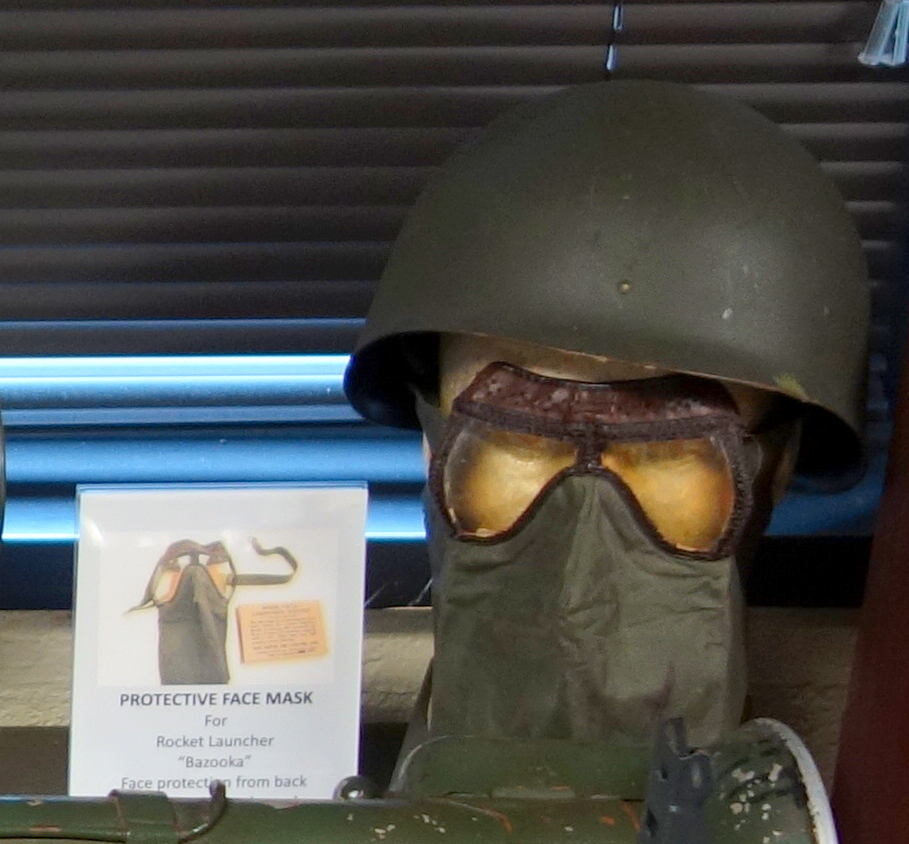
Schutzmaske

Bazookas wurden im Zweier-Team (Schütze und Ladeschütze) verwendet. Zusätzlich wurden vielfach mehrere Munitionsträger eingesetzt.
Die Handhabung der verschiedenen Versionen war ähnlich. Für die Bediener unterschieden sie sich hauptsächlich in der Visiereinrichtung (Gitterrahmen, Visierschiene oder optisches Visier) und der Art, wie die Raketen mit dem Werfer verbunden wurden. Der Schütze nahm den Werfer über die rechte Schulter und richtete ihn grob auf das Ziel aus. Der Ladeschütze steckte die Raketenmunition bis zum Gefechtskopf von hinten in den Werfer ein, entfernte den Sicherungsstift des Zünders und steckte die Rakete bis zum Einrasten ein. Bei Werfern M1A1 bis M20 musste der Ladeschütze zusätzlich eine elektrische Leitung mit dem Werfer verbinden; bei der ersten M1 und der letzten M20A1 wurde der Stromkreis automatisch über zwei Kontakte geschlossen. Der Ladeschütze gab daraufhin dem Schützen ein Zeichen, dass der Ladevorgang abgeschlossen war. Der Schütze betätigte den Abzug, was den Raketenmotor elektrisch zündete.
Es gab zwar keinen Rückstoß, aber das plötzliche Verlassen der schweren Rakete (4 kg bei der M20) konnte den Schützen aus dem Gleichgewicht bringen.
Die maximale Reichweite der Munition betrug über 600 m, die effektive Reichweite gegen Punktziele wie einzelne Panzer betrug aber höchstens 100 m. Die Schussfrequenz wird mit in der Regel vier bis fünf Schuss pro Minute angegeben, es gibt aber auch Berichte von zehn Schuss pro Minute.
Die 2,36-Zoll-Raketen konnten in einem Tragesack zu je drei bis vier Stück mitgeführt werden. Die 3,5-Zoll-Raketen waren deutlich unhandlicher zu transportieren; der Ladeschütze und Munitionsträger führten in der Regel je zwei Raketen mit.
Die Bazooka sollte nicht unter −17 °C verwendet werden, da der Raketenmotor gar nicht oder nur ungenügend zünden könnte, was zu einem chaotischen Flugverhalten führte. Dieses konnte auch bei höheren Temperaturen passieren, war jedoch nicht so gravierend. Bis zu einer Temperatur von 21 °C war nicht sichergestellt, dass der Motor beim Verlassen des Werferrohrs ausgebrannt war, daher war das Tragen von Handschuhen, Stahlhelm und einer speziellen Gesichtsmaske empfohlen. Im Gefecht wurde in der Regel – außer im Winter – auf Handschuhe und Gesichtsmaske verzichtet. Es wurden auch Motorradbrillen, Gasmasken oder improvisierte Schilde aus Plexiglas verwendet.
Der Sicherheitsbereich wegen des Abgasstrahls betrug nach hinten bei der 2,36 18 m, bei der 3,5 war er wegen des stärkeren Motors mit 45 m deutlich größer. In unübersichtlichen Gefechtssituationen kam es immer wieder zu Verletzungen eigener Leute, die sich hinter einer Bazooka befanden.

## Einsätze

### Zweiter Weltkrieg

#### Nordafrika und Europa

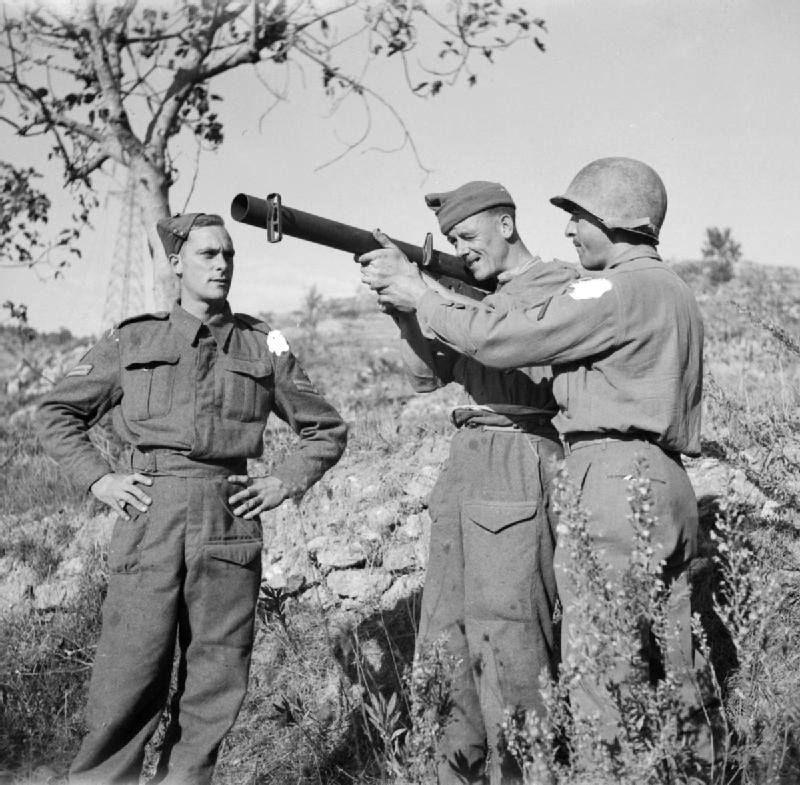
Amerikanischer Soldat erklärt zwei britischen Soldaten die Bazooka M1A1, Italien, November 1943

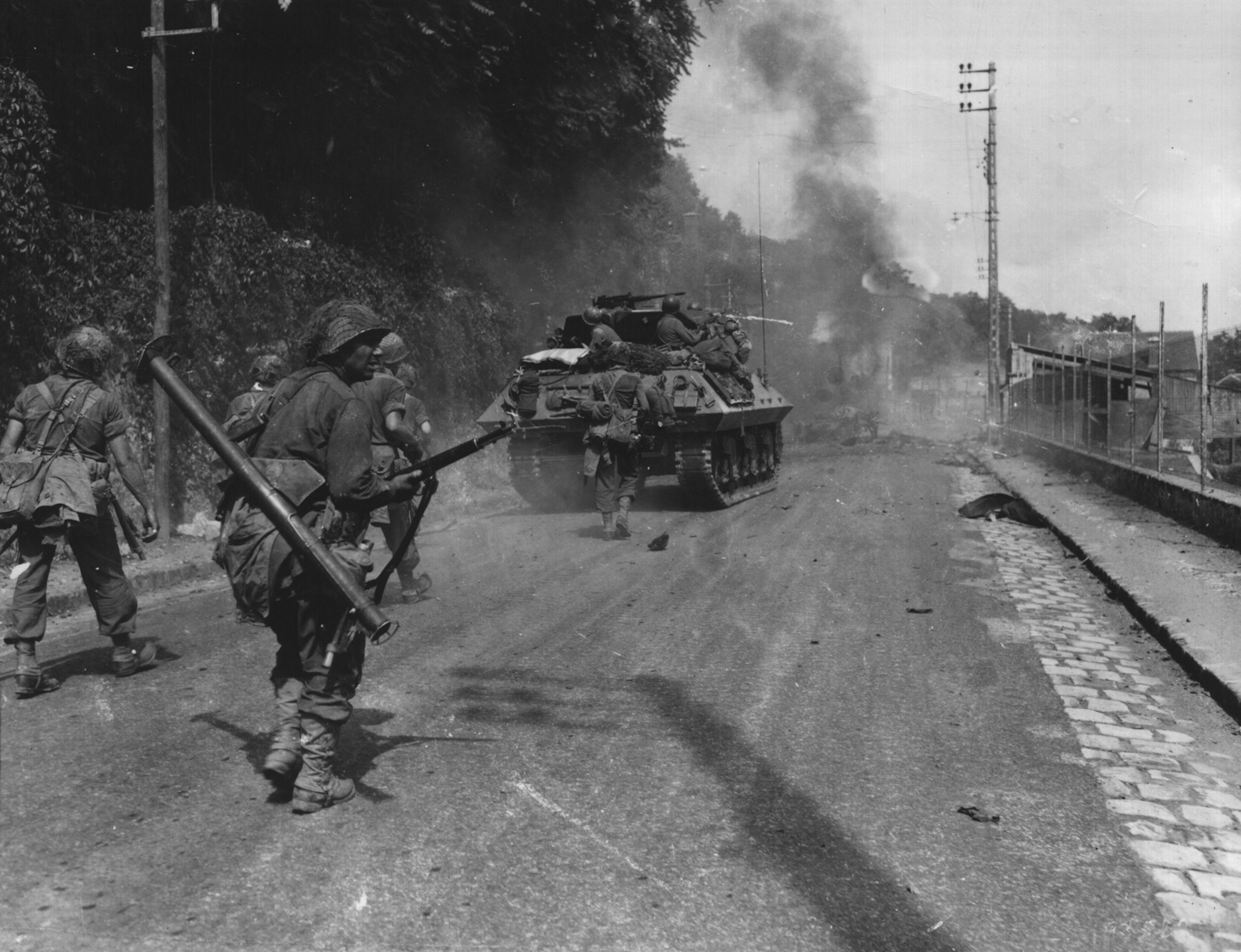
Soldat mit M1A1 in Frankreich, August 1944

Aufgrund ihrer übereilten Einführung durchlief die Bazooka M1 nicht die üblichen Testverfahren.
Die Briten erhielten im September 1942 600 Bazookas als Abhilfe gegen den deutschen Afrikafeldzug. Jedoch setzten die Briten die Waffen nicht ein, denn sie fanden, dass die kurze Reichweite nicht ausreichte, um in der deckungsarmen Wüstengegend an einen Panzer heranzukommen.
Die Sowjets hingegen setzten die ihnen übergebenen 3000 Bazookas zwar ein, jedoch überzeugte die Waffe sie nicht. Die Gründe waren, dass sie wegen des Abgasstrahls schwierig in beengten Räumen einzusetzen war und die Rauchwolke die Position des Schützen verriet. Sie setzten daher weiterhin auf die bewährten Panzerbüchsen. Einige der von den Sowjets eingesetzten Bazookas konnten von den Deutschen erbeutet werden; auf dieser Grundlage entstand die deutsche Raketenpanzerbüchse 54. Erbeutete Bazookas setzte die deutsche Wehrmacht unter der Bezeichnung Raketenpanzerbüchse 788 (a) ein.
Neben dem Vereinigten Königreich und der Sowjetunion wurden im Rahmen des Lend-Lease-Programms auch weitere Staaten und Organisationen mit Bazookas versorgt: Brasilien, Kanada, China, französischer Maquis und Forces françaises libres.
Die US-Amerikaner setzten die Bazooka zum ersten Mal im November 1942 bei der Operation Torch, der Invasion des Französisch-Nordafrika, ein. Die Waffen wurden kurz vor dem Auslaufen der Invasionsschiffe an Bord gebracht. Es gab weder Handbücher noch Ausbilder. Die Soldaten der Invasionsflotte mussten sich die Handhabung der Bazooka experimentell aneignen. Der Widerstand von Vichy-Frankreich gegen die Alliierten war jedoch gering, so dass die Bazooka nur vereinzelt in Gefechten verwendet wurde. Eine offizielle Ausbildung an der Bazooka begann erst im Dezember 1942. Vollständig ausgerüstet wurden die US-amerikanischen Truppen erst gegen Februar 1943, als die Kämpfe mit dem deutschen Afrikakorps begannen. Zwar lagen zu dem Zeitpunkt technische Handbücher vor, aber taktische Einsatzgrundsätze mussten noch erarbeitet werden. Die United States Army sah die Bazooka zunächst als letzte Verteidigungsmöglichkeit der Infanterie gegen angreifende Panzer; sie sollte nicht über 30 Meter verwendet werden. Die U.S. Army konnte für den gesamten Tunesienfeldzug keinen Nachweis für einen erfolgreich bekämpften Panzer finden. Im Mai 1943, gegen Ende des Tunesienfeldzugs, wurde der Einsatz wegen Sicherheitsproblemen (explodierende Raketenmotoren, nicht vollständig im Raketenrohr ausgebrannter Raketentreibstoff) ausgesetzt.
Da die verbesserte M1A1 im Juli 1943 zur Operation Husky – der Invasion Siziliens – noch nicht bereit war, durfte dort noch die M1 verwendet werden. Der Einsatz der Bazookas war vor allem in der ersten Phase bedeutend, als die mit ihr ausgerüsteten US-amerikanischen Landungstruppen Gegenangriffe deutscher Panzerverbände auf die Brückenköpfe aufhalten konnten. Auf Sizilien wurden vier Panzerkampfwagen IV sowie ein Panzerkampfwagen VI – der letzte durch einen Zufallstreffer in den Sehschlitz des Fahrers – zerstört. Viele US-amerikanische Offiziere bevorzugten aber nach wie vor die Gewehrgranate als Panzerabwehrwaffe. Auf Sizilien zeigte die Bazooka auch ihre Eignung zum Bekämpfen von Bunkern und Feldbefestigungen. Jedoch gab es auch Berichte über mangelnde Durchschlagskraft der Bazooka, die auf ein zu langsames Auslösen des Zünders zurückzuführen waren. So konnte sich der Metallstrahl nicht bilden und der Effekt war eher einem Aufschlag von Quetschkopfmunition ähnlich.
Zur Invasion des italienischen Festlandes im September 1943 stand die Bazooka M1A1 zur Verfügung. In dem bergigen Gelände zeigte sich ein Vorteil der hohen Mobilität der leichten Waffe.
Bei der alliierten Landung in Nordfrankreich (Operation Overlord) im Juni 1944 waren die US-amerikanischen Einheiten mit der Bazooka M1A1 ausgerüstet. Die Bazooka M9 wurde zum ersten Mal von Fallschirmjägern bei der Landung in Südfrankreich (Operation Dragoon) im August 1944 verwendet. Die M9 wurde zunehmend an Fronteinheiten ausgegeben, die M1A1 blieb bis zum Kriegsende bei Reserveeinheiten. Zwar war die Wehrmacht gegen Ende des Zweiten Weltkrieges nicht mehr zu größeren Panzeroperationen fähig (mit Ausnahme der Ardennenoffensive im Dezember 1944), zu örtlichen Angriffen aber immer wieder. Die Bazooka blieb deshalb bis zum Ende des Krieges als Selbstverteidigungswaffe der Infanterie in Gebrauch. Außerdem war die Waffe bei der Bekämpfung von Bunkern, so beispielsweise bei der Überwindung des Westwalls, wertvoll.
Die Panzertruppen der Wehrmacht sahen die Bazooka als eine ernsthafte Bedrohung an. Bei Panzerangriffen musste deshalb begleitende Infanterie verstärkt werden. Um gegen die Hohlladungsgeschosse der Bazooka besser geschützt zu sein, wurden deutsche Panzer teilweise mit Panzerschürzen bzw. einer Käfigpanzerung nachgerüstet. Durch diese zündete die Hohlladung in einem Abstand zu der eigentlichen Panzerung.
Die schweren deutschen Panzer Panzerkampfwagen VI Tiger und Panzerkampfwagen V Panther konnten mit der Bazooka nur unzureichend bekämpft werden. Da die Frontalpanzerung genügend Schutz bot, musste der Angriff von der Seite oder von hinten erfolgen.

#### Pazifikkrieg

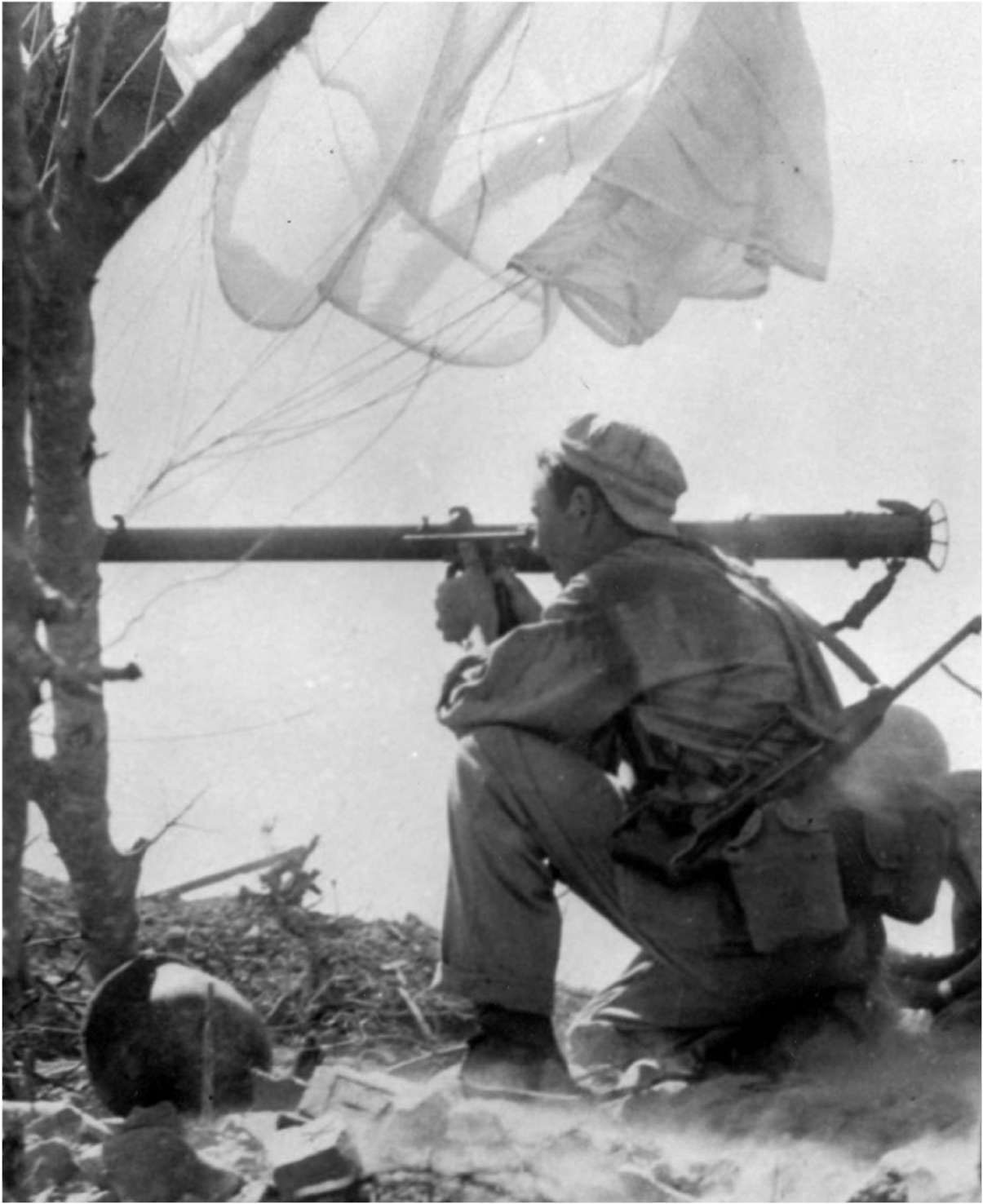
M9 mit Schienenvisier in der Schlacht von Corregidor, Februar 1945

Im Pazifikkrieg nutzen die US-Amerikaner wegen der deutlich geringeren Bedrohung durch japanische Panzer die Bazooka proportional weniger und später als in Afrika und Europa. In der Schlacht um die Nördlichen Salomonen wurde die M1 lediglich im geringen Umfang mit weiteren Raketensystemen einem Einsatztest unterzogen. Den ersten wirklichen Einsatz sollte die M1A1 Bazooka bei der Landung auf Tarawa im November 1943 haben. Die Schiffsladung mit den Bazookas wurde jedoch zu einem anderen Hafen fehlgeleitet; das Fehlen der Waffe wird für einen Teil der hohen US-amerikanischen Verluste verantwortlich gemacht. Tatsächlich eingesetzt wurde die Bazooka erst in der Schlacht um Arawe. Sie beeindruckte dort jedoch nicht sonderlich; japanische Panzer waren nicht vorhanden und Feldbefestigungen bestanden vielfach aus feuchter Erde, welche die Bazooka nicht wirkungsvoll bekämpfen konnte. Der häufige Regen und das feuchte Klima setzten dem elektrischen Zündmechanismus zu. In dem dichten Dschungel kam es häufig zu Kämpfen auf Nahdistanz, so dass die Bazooka ihre Vorteile nicht ausspielen konnte. Diese Erfahrungen setzten sich in der Schlacht um Neuguinea fort.
Bessere Erfahrungen wurden bei der Schlacht um Kwajalein im Februar 1944 gemacht, als die Bazookas gegen Betonbunker eingesetzt wurden. Ihr volles Potential zeigten die Bazookas (M1A1 bei den Marines und M9 bei der US Army) im Juni 1944 in der Schlacht um die Marianen-Inseln, als Feldbefestigungen und japanische Panzer bekämpft werden mussten. Die Marines nutzen die M9 ab der Schlacht um Iwojima im Februar 1945. In dem zerklüfteten Gelände war die Bazooka oft die einzige verfügbare schwere Waffe der US-amerikanischen Infanterie.

#### Unkonventioneller Einsatz
Neben dem hauptsächlichen Einsatz als Infanteriewaffe gab es im Zweiten Weltkrieg auch einen unkonventionellen Einsatz der Bazooka. Bei einigen Aufklärungsflugzeugen (Piper L-4 und Stinson L-5) wurde sie unter den Tragflächen angebracht, um Zielmarkierung mit Rauchmunition vorzunehmen. Der elektrische Zünder wurde so modifiziert, dass der Stromimpuls aus dem Cockpit gegeben werden konnte. Statt Rauchmunition konnte aber auch Hohlladungsmunition verschossen werden. Besonders bekannt ist der US-amerikanische Pilot Charles Carpenter, der trotz der geringen Reichweite der Bazookas an seiner L-4 sechs deutsche Panzer vernichtete.
Im pazifischen Raum wurden einige Bazooka-Mehrfachwerfer auf PT-Schnellbooten und PGM-Motorkanonenbooten verwendet; auch hier war die relativ kurze Reichweite hemmend. Auch an einigen Jeeps der US-Armee wurden Zweifachwerfer angebracht.

### Koreakrieg

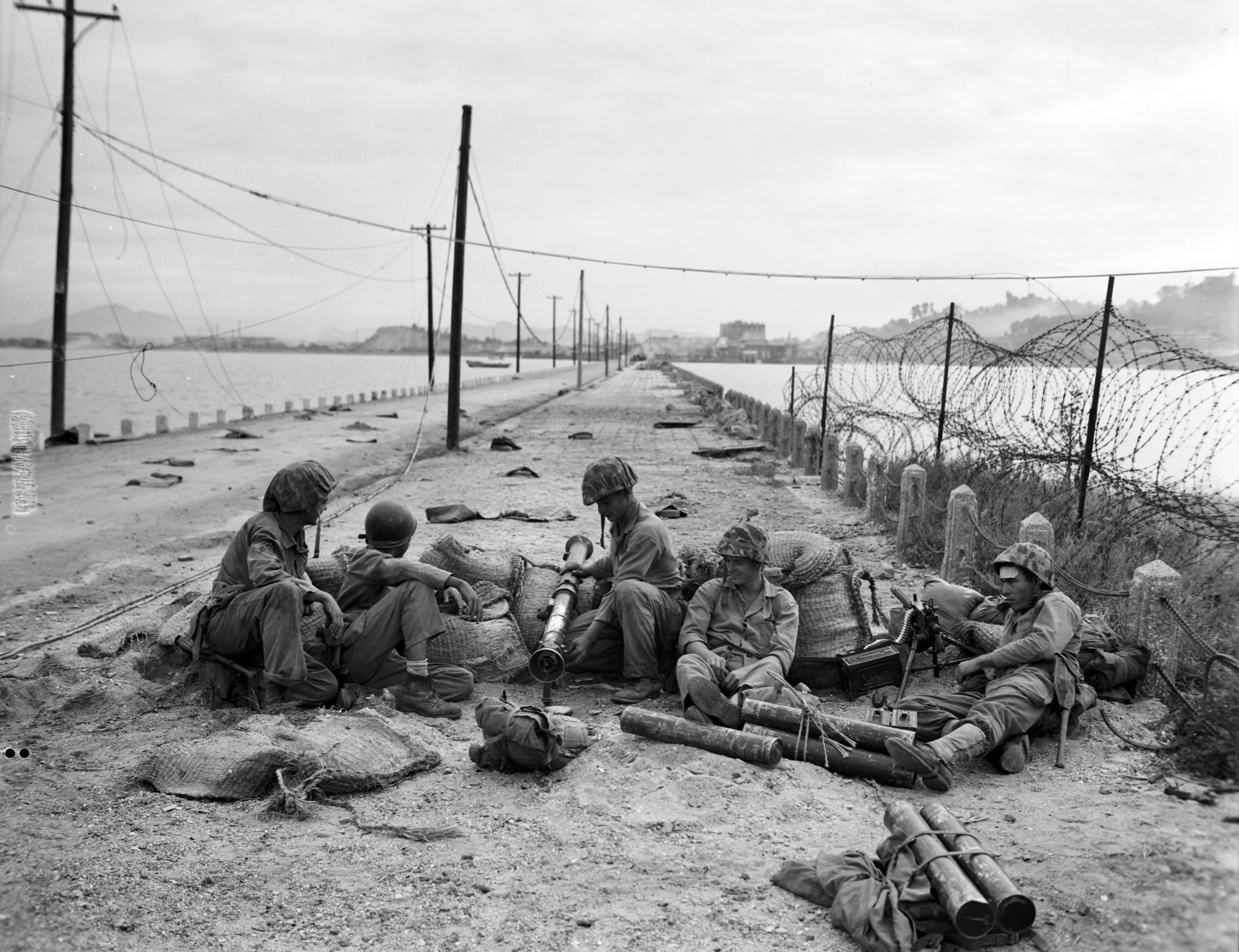
Amerikanische Soldaten mit der M20, Korea, September 1950

Die 3,5-Zoll-Super-Bazooka wurde ab 1948 in kleiner Stückzahl produziert und bei Truppen in Westdeutschland und den USA eingeführt. Im pazifischen Raum rechnete man nicht mit einer Gefahr durch starke Panzerverbände, und so waren die US-Amerikaner überrascht, als nordkoreanische Truppen im Koreakrieg im Juni 1950 eine Großoffensive starteten. Die US-Army stellte sich am 5. Juli 1950 in der Schlacht von Osan zum ersten Mal den Nordkoreanern entgegen und musste feststellen, dass die Bazooka M9A1 gegen die sowjetischen T-34/85-Panzer kaum Wirkung zeigte. Auch war die Raketenmunition überlagert, so dass sie oft nicht richtig funktionierte.
Einige wenige 3,5-Zoll-Bazookas wurden zusammen mit Ausbildern nach Korea eingeflogen und kamen am 12. Juli in Taejon an. Am 20. Juli wurde die Waffe in der Schlacht von Taejon eingesetzt, wo sie bereits am ersten Tag für zehn Abschüsse nordkoreanischer Panzer verantwortlich war. Die Nordkoreaner änderten trotz der hohen Verluste ihre Taktik nicht und fuhren in die dicht bebaute Stadt ein, wo die Panzer von Bazooka-Teams aus kurzer Entfernung abgeschossen werden konnten. Im offenen Gelände war der Einsatz der Bazooka deutlich weniger erfolgreich. Auch die Super Bazooka durchschlug nicht bei jedem Treffer die Panzerung.
Die ab August 1950 nach Korea entsandten US-amerikanischen Truppen waren mit der 3,5-Zoll-Bazooka ausgerüstet; die bereits angekommenen wurden innerhalb weniger Wochen umgerüstet. Die Bazooka wurde auch an die südkoreanischen Streitkräfte ausgegeben. Auch die Streitkräfte des Commonwealth of Nations (British Commonwealth Forces Korea), darunter Australien, Vereinigtes Königreich, Kanada, Indien und Neuseeland, waren mit der Bazooka ausgerüstet. Als es ab November 1951 zu einem Stellungskrieg kam, wurde die Bazooka gegen Bunker eingesetzt.
Nordkorea erbeutete eine größere Anzahl und setzte sie gegen die UN-Truppen ein. Ab 1952 setzte die kommunistische Allianz auch die chinesische Kopie vom Typ 51 ein.

### Sonstige

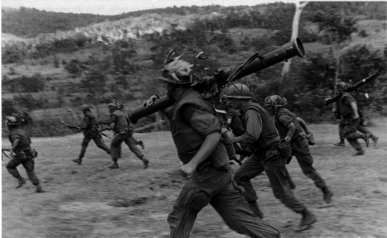
Marines mit geschulterten Bazookas, Vietnam Februar 1968

Die M9A1, welche im Zweiten Weltkrieg der Nationalrevolutionären Armee zur Verfügung gestellt wurden, kamen im Chinesischen Bürgerkrieg (1927 bis 1949) auf beiden Seiten zum Einsatz. Frankreich nutzte die 2,36-Zoll-M9A1 und die 3,5-Zoll-M20A1 im Indochinakrieg (1946–1954) und Algerienkrieg (1954–1962). Auch während der Kubanischen Revolution (1953–1959) wurden sie von beiden Seiten verwendet. Der Revolutionär Che Guevara beschrieb die Waffe als geeignet für die Guerilla-Kriegsführung, da sie leicht zu transportieren und einfach in der Anwendung ist. Ironischerweise versuchten Exilkubaner mit einer Bazooka im Jahre 1964 einen Anschlag auf das UNO-Hauptquartier in New York, während Che Guevara dort eine Rede hielt.
Als die Vereinigten Staaten ab 1963 eine aktive Rolle im Vietnamkrieg übernahmen, wurde die Bazooka M20A1B1 bereits abgelöst. Sie wurde deshalb nur noch im kleinen Rahmen von US-amerikanischen – bei den Marines öfters als bei der Army – und südvietnamesischen Truppen verwendet.

## Nutzer
- Argentinien: 3,5 Zoll
- Australien: 3,5 Zoll
- Birma: 3,5 Zoll
- Bolivien: 3,5 Zoll

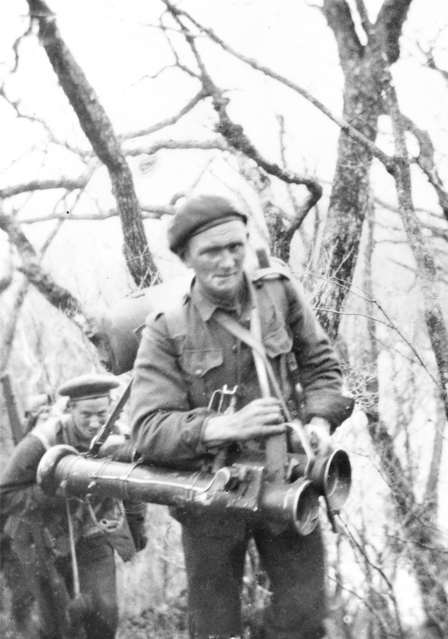
Australischer Soldat in Korea, 1951

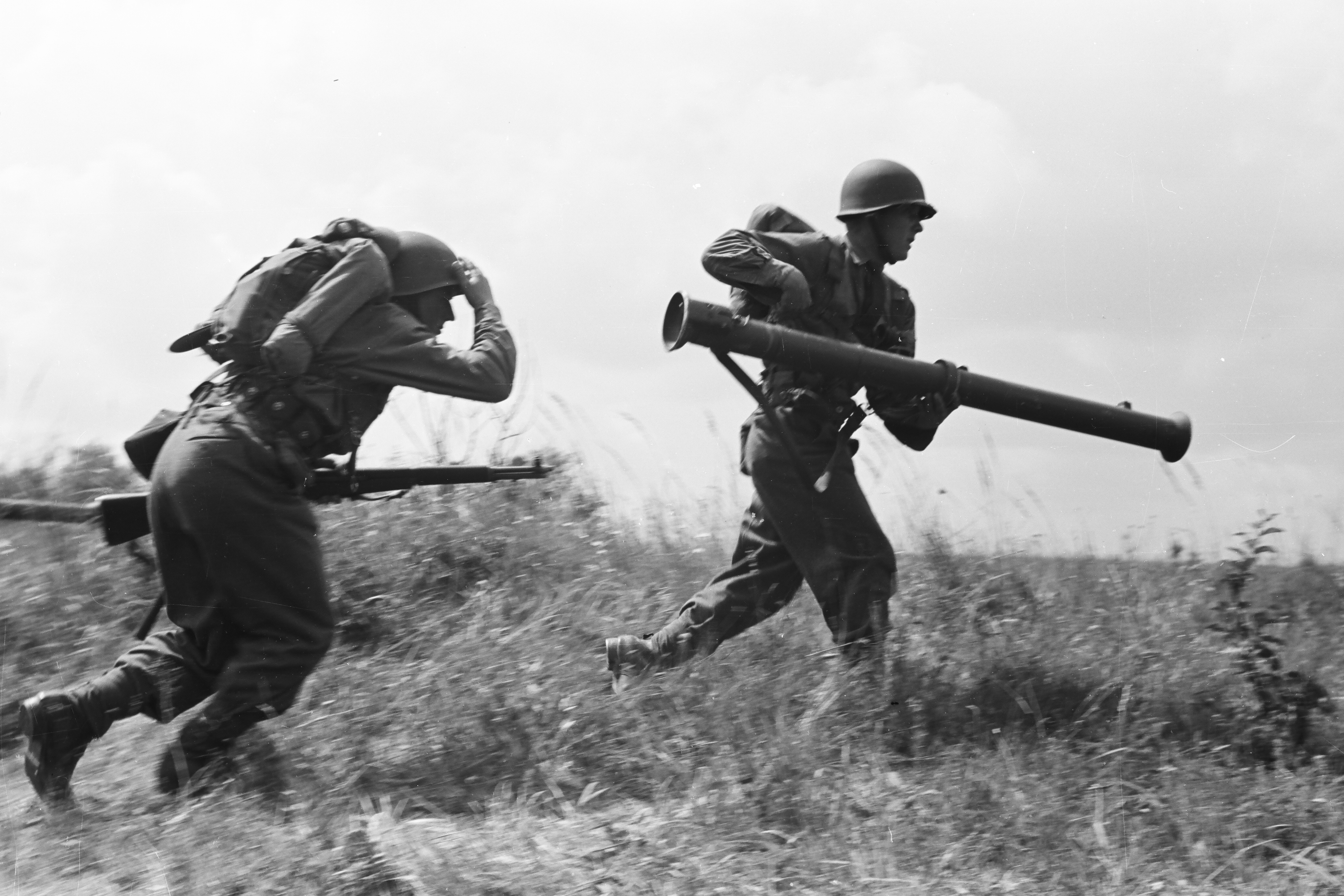
Gefechtsübung des Österreichischen Bundesheeres, 1957

- Brasilien: 2,36 Zoll über Leih- und Pachtgesetz und 3,5 Zoll
- China: 2,36 Zoll über Leih- und Pachtgesetz
- Deutsches Reich: 2,36 Zoll als Beutewaffe Raketenpanzerbüchse 788 (a)
- Deutschland: 1955–1961, Erstausrüstung der Bundeswehr, 3,5 Zoll[96]
- Frankreich: 2,36 Zoll an Widerstandsgruppen über Leih- und Pachtgesetz
- Indien: 3,5 Zoll
- Japan: 3,5 Zoll
- Kanada: 2,36 Zoll über Leih- und Pachtgesetz und 3,5 Zoll
- Kuba: 3,5 Zoll
- Luxemburg: 3,5 Zoll
- Marokko: 3,5 Zoll
- Österreich: 3,5 Zoll
- Pakistan: 3,5 Zoll
- Philippinen: 3,5 Zoll
- Portugal: 3,5 Zoll
- Rhodesien: 3,5 Zoll
- Schweden: 3,5 Zoll
- Sowjetunion: 2,36 Zoll über Leih- und Pachtgesetz
- Südafrika: 3,5 Zoll
- Nordkorea: 3,5 Zoll
- Taiwan: 3,5 Zoll
- Thailand: 3,5 Zoll
- Tunesien: 3,5 Zoll
- Türkei: 3,5 Zoll
- Vereinigte Staaten: 2,36 Zoll und 3,5 Zoll bei United States Army und United States Marine Corps
- Vereinigtes Königreich: 2,36 Zoll über Leih- und Pachtgesetz und 3,5 Zoll[97]

Bei Staaten der Commonwealth of Nations als M20 Mk I (M20) und M20 Mk II (M20A1) bezeichnet.

## Nachbauten und Einfluss auf Waffenentwicklung

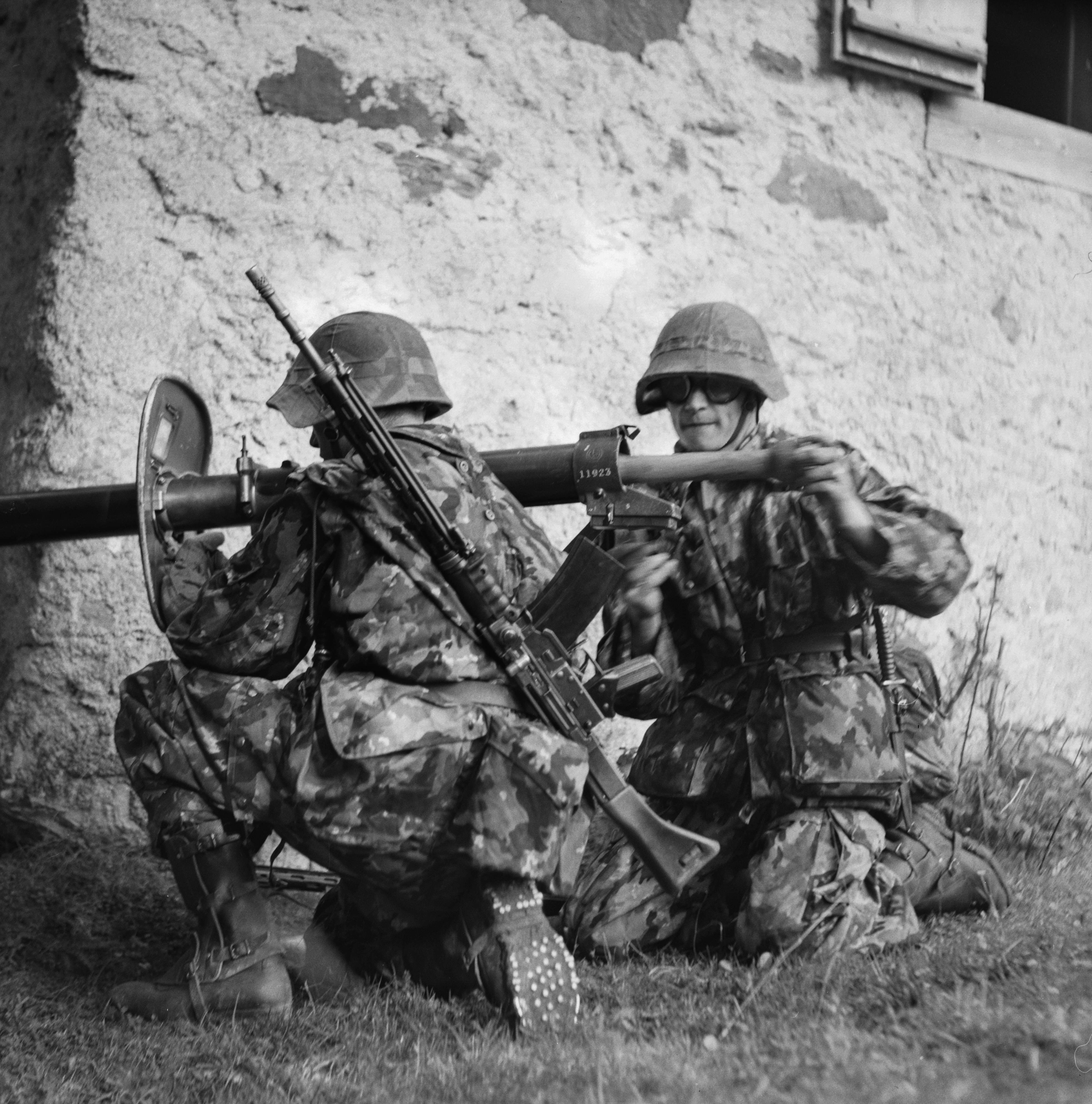
Schweizer Soldaten mit dem Raketenrohr 58

Während des Zweiten Weltkrieges entwickelten die Deutschen auf Grundlage der Bazooka den Panzerschreck. Nach dem Krieg wurden einige Waffen entwickelt, die der Bazooka technisch wie auch in den Leistungsdaten sehr ähnlich waren. Das waren die belgische RL-83 Blindicide bzw. das Schweizer Raketenrohr als Lizenzproduktion, die französische LRAC F1 und spanische Instalaza M65.
Die Việt Minh fertigten sehr einfache Kopien der M9A1 während des Indochinakriegs. Ebenfalls eine vereinfachte Kopie der M20 war seit 1951 die chinesische Typ 51; sogar die Munition war kompatibel. Die Unterschiede waren das nicht zerlegbare Werferrohr, der trichterförmige Mündungsschutz, der auf der rechten Seite Durchlochungen aufwies sowie der Anzündmechanismus, der mit einer Batterie funktionierte. Das Gewicht war gegenüber der M20 um 3 kg höher.
Die US-amerikanische M72 LAW basierte auf der Bazooka-Technologie, war aber nicht nachladbar und somit nur für den einmaligen Gebrauch bestimmt.
Die sowjetischen RPG-2 und RPG-7 unterscheiden sich zwar deutlich, lassen aber einige Einflüsse erkennen.

## Ablösung
Die US-amerikanischen Streitkräfte lösten die Bazooka durch verschiedene Waffen ab. Die US-Army begann schon ab den frühen 1960er-Jahren Teile der Bazookas durch M67 recoilless rifle zu ersetzen. Diese basierte auf dem Prinzip des rückstoßfreien Geschützes, war dreimal so schwer, hatte bei einer vergleichbaren Reichweite aber eine bessere Durchschlagskraft. Ab 1963 wurde für leichte Kampf- und Unterstützungseinheiten der US-Army die leichte, nicht nachladbare M72 LAW eingeführt. Das Marine Corps folgte mit der M72 und der vierrohrigen M202 Flash erst nach dem Vietnamkrieg. 1975 verschwand mit der Einführung der Panzerabwehrlenkwaffe M47 Dragon die Bazooka aus dem aktiven Dienst, wurde aber noch als Bunkerangriffswaffe und Ersatz-Panzerabwehrwaffe in Reserve gehalten. Der endgültige Rückzug im Marine Corps erfolgte erst 1983 mit Einführung der SMAW, die ähnlich wie die Bazooka aufgebaut ist.
Im Vereinigten Königreich, Australien, Kanada, Deutschland, Österreich und vielen weiteren Ländern ersetzte ab 1965 die schwedische FFV Carl Gustaf die Bazooka. Frankreich führte hingegen in den frühen 1970er-Jahren die französische Bazooka-ähnliche LRAC F1 ein.
Bei einigen bewaffneten Aufständen, z. B. in Kuba, wurden erbeutete Bazookas verwendet; diese wurden zunehmend von sowjetischen RPG-2 und -7 verdrängt.

## Bewertung
Die 2,36-Zoll-Bazooka gilt als die einzige revolutionäre und zugleich weitverbreitete neue US-amerikanische Waffe im Zweiten Weltkrieg. Die Waffe bewährte sich vielfach, auch wenn sie gegen die stärker gepanzerten deutschen Panzer Schwächen zeigte. Die gleiche Erfahrung wurde zu Beginn des Koreakriegs gegen nordkoreanische Panzer sowjetischer Bauart gemacht. Erst die verbesserte 3,5-Zoll-Super Bazooka konnte diese Panzer wirkungsvoll bekämpfen.
Dem Oberkommandierenden der alliierten Streitkräfte und späteren Präsident der Vereinigten Staaten Dwight D. Eisenhower wird vielfach nachgesagt, er war der Ansicht, dass die Bazooka, der Jeep, die Atombombe und das Transportflugzeug Douglas C-47 Skytrain die vier wichtigsten Entwicklungen waren, die geholfen haben, den Zweiten Weltkrieg zu gewinnen. Der Autor Barrett Tillman findet hingegen unwahrscheinlich, dass Eisenhower diese Aussage so gemacht hat. In Eisenhowers Memoiren ist das Zitat nicht zu finden, zudem war die Bazooka ineffektiv gegen schwere deutsche Panzer. Eisenhower merkte auch an, dass die deutschen Panzerabwehrhandwaffen der Bazooka überlegen wären.

## Rezeption
Bazooka wird oft als Gattungsbezeichnung für alle raketenangetriebenen, auf der Schulter abgestützten Waffen verwendet.
1947 kam das gleichnamige Kaugummi Bazooka in den patriotischen Farben Rot, Blau und Weiß auf den US-amerikanischen Markt.
Noch Jahrzehnte später steht die Bezeichnung Bazooka für durchschlagende Wirkung, zum Beispiel als im September 2012 der EZB-Chef Mario Draghi den unbegrenzten Ankauf von Staatsanleihen ankündigte (siehe: Whatever it takes), in der Erklärung des Fußballtrainers Jürgen Klopp zur Überlegenheit des FC Bayern München oder als Bundesfinanzminister Olaf Scholz (SPD) im März 2020 zusammen mit seinem Kollegen Bundeswirtschaftsminister Peter Altmaier (CDU) die massiven Mittel vorstellte, mit denen die Bundesregierung verhindern will, dass die Corona-Pandemie viele Unternehmen in die Knie zwingt.